# A Grace klinika epizódjainak listája (1–12. évad)
Az itt látható epizódlista A Grace klinika című amerikai televíziós sorozat első 12 évadjának epizódjait tartalmazza. A 13. évadtól az ismertetést A Grace klinika epizódjainak listája (13. évadtól) szócikk tartalmazza.
A sorozatot az Egyesült Államokban az ABC, Magyarországon a 9. évadig az RTL Klub vetítette, jelenleg a Prime vetíti. Az USA-ban 2005. március 27-én, Magyarországon pedig 2006. január 10-én debütált.
Megjelent öt speciális epizód és tizenkét webepizód. A 3. évad 22. és 23. epizódja a Doktor Addison című spin-off backdoor pilotjaként szolgált, melynek főszereplője Kate Walsh mint Addison Montgomery.
A legtöbb epizódot zeneszámok után nevezik el.

## Évadáttekintés
| Évad | Évad | Részek száma | Eredeti sugárzás     | Eredeti sugárzás | Eredeti adó          | Magyar sugárzás      | Magyar sugárzás  | Magyar adó |
| Évad | Évad | Részek száma | Évadbemutató         | Évadzáró         | Eredeti adó          | Évadbemutató         | Évadzáró         | Magyar adó |
| ---- | ---- | ------------ | -------------------- | ---------------- | -------------------- | -------------------- | ---------------- | ---------- |
|      | 1    | 9            | 2005. március 27.    | 2005. május 22.  |                      | 2006. január 10.     | 2006. március 7. | RTL Klub   |
|      | 2    | 27           | 2005. szeptember 25. | 2006. május 15.  | 2006. március 14.    | 2007. június 12.     |                  | RTL Klub   |
|      | 3    | 25           | 2006. szeptember 21. | 2007. május 17.  | 2007. október 2.     | 2008. június 10.     |                  | RTL Klub   |
|      | 4    | 17           | 2007. szeptember 27. | 2008. május 22.  | 2008. október 14.    | 2009. december 8.    |                  | RTL Klub   |
|      | 5    | 24           | 2008. szeptember 25. | 2009. május 14.  | 2010. február 2.     | 2010. július 13.     |                  | RTL Klub   |
|      | 6    | 24           | 2009. szeptember 24. | 2010. május 20.  | 2010. október 19.    | 2011. június 21.     |                  | RTL Klub   |
|      | 7    | 22           | 2010. szeptember 23. | 2011. május 19.  | 2012. február 28.    | 2012. július 31.     |                  | RTL Klub   |
|      | 8    | 24           | 2011. szeptember 22. | 2012. május 17.  | 2013. január 29.     | 2013. július 9.      |                  | RTL Klub   |
|      | 9    | 24           | 2012. szeptember 27. | 2013. május 16.  | 2016. január 19.     | 2016. július 6.      |                  | RTL Klub   |
|      | 10   | 24           | 2013. szeptember 26. | 2014. május 15.  | 2017. március 8.     | 2017. augusztus 16.  |                  |            |
|      | 11   | 25           | 2014. szeptember 25. | 2015. május 14.  | 2018. március 28.    | 2018. szeptember 12. |                  |            |
|      | 12   | 24           | 2015. szeptember 24. | 2016. május 19.  | 2019. június 12.     | 2019. november 20.   |                  |            |
|      | 13   | 24           | 2016. szeptember 22. | 2017. május 18.  | 2020. szeptember 30. | 2021. március 10.    |                  |            |
|      | 14   | 24           | 2017. szeptember 28. | 2018. május 17.  | 2021. március 17.    | 2021. augusztus 25.  |                  |            |
|      | 15   | 25           | 2018. szeptember 27. | 2019. május 16.  | 2022. március 3.     | 2022. augusztus 18.  |                  |            |
|      | 16   | 21           | 2019. szeptember 26. | 2020. április 9. | 2022. június 14.     | 2022. június 14.     |                  |            |
|      | 17   | 17           | 2020. november 12.   | 2021. június 3.  | 2022. június 14.     | 2022. június 14.     |                  |            |
|      | 18   | 20           | 2021. szeptember 30. | 2022. május 26.  | 2022. június 14.     | 2022. június 14.     |                  |            |
|      | 19   | 20           | 2022. október 6.     | 2023. május 18.  | 2022. október 26.    | 2023. május 31.      |                  |            |
|      | 20   | 10           | 2024. március 14.    | 2024. május 30.  | 2024. március 28.    | 2024. június 13.     |                  |            |
|      | 21   | 18           | 2024. szeptember 26. | 2025. május 15.  | 2024. október 10.    | 2025. május 29.      |                  |            |
|      | 22   | 18           | 2025. október 9.     | 2026.            | 2025. október 30.    | 2026.                |                  |            |

## 1. évad (2005)
| Sor. | Év. | Cím                                                       | Rendező            | Író                                      | Premier                            | Nézettség                |
| --- | --- | --------------------------------------------------------- | ------------------ | ---------------------------------------- | ---------------------------------- | ------------------------ |
| 1. | 1.  | Egy nehéz nap éjszakája (A Hard Day's Night)              | Peter Horton       | Shonda Rhimes                            | 2005. március 27. 2006. január 10. | 16,25 millió 1,25 millió |
| A sebészetre érkező medikusok első munkanapja nem egészen úgy alakul, ahogy azt elképzelték. Meredith számára különösen kínos felismeréssel kezdődik a bemutatkozás: sejtelme sem volt arról, hogy a férfi, akivel előző éjjel ágyba bújt, másnaptól a főnöke lesz. Ráadásul Dr. Baily, akit kollégái csak Náciként emlegetnek, igencsak megkeseríti az első napot. |     |                                                           |                    |                                          |                                    |                          |
| 2. | 2.  | Az első pofon a legnagyobb (The First Cut Is the Deepest) | Peter Horton       | Shonda Rhimes                            | 2005. április 3. 2006. január 17.  | 17,71 millió 1,26 millió |
| Egy összevert, megerőszakolt nőt visznek be a mentősök. Meredith szinte személyes ügyének érzi, mert a nőn ugyanolyan cipő volt, mint amilyet ő viselt aznap. Az újszülötteket nézve Meredith felfigyel egy kisbabára, akinek rossz a szívhangja. A gyerekosztály orvosai nem fogadják szívesen az észrevételeit. Tudomásul kell vennie, hogy nem szólhat bele más osztályok ügyeibe. |     |                                                           |                    |                                          |                                    |                          |
| 3. | 3.  | A donor (Winning a Battle, Losing the War)                | Tony Goldwyn       | Shonda Rhimes                            | 2005. április 10. 2006. január 24. | 17,99 millió 1,19 millió |
| Egy balesetben megsérült férfit agyhalottá nyilvánítanak. Izzie és Christina mindent elkövetnek, hogy életben tartsák. Felkutatják a férfi családját, hogy engedélyezzék a férfi szerveinek kivételét. A feleség mindenbe beleegyezik, így a beteg összes szerve más emberekben él majd tovább… |     |                                                           |                    |                                          |                                    |                          |
| 4. | 4.  | Senki földje (No Man's Land)                              | Adam Davidson      | James D. Parriott                        | 2005. április 17. 2006. január 31. | 19,18 millió 1,19 millió |
| Izzie-nek, aki korábban modellkedett, megjelenik a fotója az egyik magazinban. Alex csak Modelldoktornak hívja. Jorge Cruz egy szögbelövő pisztollyal legurul a lépcsőn, és telelövi szögekkel a fejét. A sikeres műtét után Derek agydaganatot fedez fel nála. Jorge és felesége a műtétet választják, vállalva annak kockázatát, hogy Jorge elveszíti az emlékeit.… |     |                                                           |                    |                                          |                                    |                          |
| 5. | 5.  | Lebukás (Shake Your Groove Thing)                         | John David Coles   | Ann Hamilton                             | 2005. április 24. 2006. február 7. | 17,90 millió 1,11 millió |
| Egy szívműtét során Meredith kesztyűje kiszakad. Egész nap kísérti a dolog, de nem szól róla a sebésznek. Amikor a műtét után a beteg állapota hirtelen válságosra fordul, a páciens férje előtt említi meg ezt Dr. Burke-nek. A kórház komoly perre számíthat, ami Meredith karrierjébe kerülhet. Izzie hatalmas bulit szervez, melynek végén Dr. Bailey rajtakapja Meredith-t Derekkel… |     |                                                           |                    |                                          |                                    |                          |
| 6. | 6.  | Makacskodók (If Tomorrow Never Comes)                     | Scott Brazil       | Krista Vernoff                           | 2005. május 1. 2006. február 14.   | 17,88 millió             |
| Egy 30 kilós tumorral hoznak be egy beteget, aki retteg a kórházaktól, ezért hagyta egy éven át nőni a daganatot, még végül a légzési problémái miatt kénytelen volt orvoshoz fordulni. Ezért többórás műtét veszi a kezdetét… Meredith rábeszéli Mr. Levangie-t, a Parkinson-kóros beteget az agyműtétre. A beteg eleinte makacsul elzárkózik a műtét elől, de végül belemegy, és egy bonyolult műtéttel sikerül koordinálttá tenni a mozgását… |     |                                                           |                    |                                          |                                    |                          |
| 7. | 7.  | Íratlan szabályok (The Self-Destruct Button)              | Darnell Martin     | Kip Koenig                               | 2005. május 8. 2006. február 21.   | 18,86 millió             |
| George és Izzy észreveszik a hajnalban kiosonó Dereket. Mindkettőjüket felháborítja, hogy Meredith a főnökével folytat viszonyt, és minden alkalmat megragadnak, hogy ezt éreztessék is vele. Derek megengedi George-nak, hogy asszisztáljon egy agyműtétnél. George megdöbbenve észleli, hogy az aneszteziológus alkoholt ivott, és ezt szóvá is teszi a műtőben, ám ezzel megsért egy íratlan szabályt. Derek a kínos jelenet után kiküldi a műtőből, és ezzel alaposan megszégyeníti a fiút. Amikor azonban az aneszteziológus elalszik a műtét során, Derek elnézést kér George-tól. |     |                                                           |                    |                                          |                                    |                          |
| 8. | 8.  | Menthetetlenek (Save Me)                                  | Sarah Pia Anderson | Mimi Schmir                              | 2005. május 15. 2006. február 28.  | 18,33 millió             |
| Az egyik betegnek látomásai vannak, az orvosok csak médiumnak csúfolják, és szkizofrén pszichotikus epizódokra fogják a vízióit. Cristina döbbenten látja a terhességi teszten, hogy pozitív. Azonnal időpontot egyeztet az abortuszra, és el sem tudja képzelni, hogy egyik betege, egy terhes mellrákos nő, hogy választhatja a gyereket a kemoterápia helyett, mellyel meghosszabbíthatná az életét. Egy férfit hoznak lőtt sebbel. Nem ez az első hasonló sérülése. Már két golyót lövetett magába, mert a fájdalom és a sebhelyek megszállottja...                                  |     |                                                           |                    |                                          |                                    |                          |
| 9. | 9.  | Járvány (Who's Zoomin' Who?)                              | Wendey Stanzler    | Gabrielle Stanton és Harry Werksman, Jr. | 2005. május 22. 2006. március 7.   | 22,22 millió             |
| Mindenki arra buzdítja a félszeg George-ot, hogy keressen barátnőt magának. Randira hívja az egyik nővért, minden jól alakul, mígnem bőrkiütéseket talál magán.A vizsgálat azonnal kimutatja a szifiliszt. Kisvártatva kiderül, hogy a kórházban több nővér és orvos is elkapta már. Richard, a sebészeti osztály vezetője műtét közben elejt egy műszert. Derek megvizsgálja őt, és egy tumort talál, amely nyomja az optikai ideget. Azonnali műtétre javasolja... |     |                                                           |                    |                                          |                                    |                          |

## 2. évad (2005-2006)
| Sor. | Év. | Cím                                                                   | Rendező             | Író                                      | Premier                                | Nézettség                |
| --- | --- | --------------------------------------------------------------------- | ------------------- | ---------------------------------------- | -------------------------------------- | ------------------------ |
| 10. | 1.  | Mi jöhet még? (Raindrops Keep Falling on My Head)                     | Peter Horton        | Stacy McKee                              | 2005. szeptember 25. 2006. március 14. | 18,98 millió             |
| Meredith alig tér magához a döbbenettől, amikor megtudja, hogy Derek nős. Richard Derek feleségét kérte fel, hogy egy ikerterhességnél segédkezzen szétválasztani a babák ereit. Addison Meredithet kéri maga mellé. Az agyműtéten átesett Richard azt kéri George-tól, hogy füleljen, és tájékoztassa mindenről, ami a kórházban történik. George nagy dilemmába kerül. |     |                                                                       |                     |                                          |                                        |                          |
| 11. | 2.  | Ami sok, az sok (Enough Is Enough)                                    | Peter Horton        | James D. Parriott                        | 2005. október 2. 2006. március 21.     | 17,57 millió             |
| Meredith nem hajlandó megbocsátani Dereknek, amiért eltitkolta, hogy nős. Addison szeretne kibékülni a férjével, de Derek elzárkózik a gondolattól. George-nak feltűnik, hogy az agyhalottként kezelt szervdonor reagál az ingerekre. Egy balesetet szenvedett családot hoznak be a mentők. Az apa súlyosan sérült, ráadásul májátültetésre vár. A feleségén felfedezett zúzódások arra engednek következtetni, hogy a férje bántalmazta. A kamasz fiuk megfelelő májdonor lenne, de nem tud megbocsátani az apjának az anyja szenvedéséért. |     |                                                                       |                     |                                          |                                        |                          |
| 12. | 3.  | Kő kövön (Make Me Lose Control)                                       | Adam Davidson       | Krista Vernoff                           | 2005. október 9. 2006. március 28.     | 18,12 millió             |
| Ellist, Meredith Alzheimer-kóros anyját épp a Grace klinikára szállítják be. Az egykori híres sebész óriási ribilliót csap, mindenkit amatőrnek nevez. Bailey George felügyeletére bízza, akit a beteg a férjének hisz, és nagyon lekezelően bánik vele. Meredith szégyenkezik az anyja miatt, ráadásul korábban eltitkolta a betegségét. Cristina elájul a műtőben. Méhen kívüli terhességet állapítanak meg nála. Burke ekkor tudja meg, hogy a lány terhes. |     |                                                                       |                     |                                          |                                        |                          |
| 13. | 4.  | Tagadj, tagadj, tagadj! (Deny, Deny, Deny)                            | Wendey Stanzler     | Zoanne Clack                             | 2005. október 16. 2006. április 4.     | 18,28 millió             |
| Meredith látja, hogy Addison meg akarja menteni a házasságát, de képtelen igazán gyűlölni Dereket, amiért becsapta. Derek elmondja neki, hogy a felesége átadta a válási papírokat. Meredith véletlenül észreveszi, hogy az iratot a férfi nem írta alá. Bailey egykori első betege, Jeremiah ( Thomas Ian Nicholas) ismét a kórházba kerül. Többféle betegségben szenved, az állapota súlyos, de Bailey bizakodik. A fiú a műtőasztalon meghal. Cristina anyja érdeklődve szemléli a lánya és Burke kapcsolatát. |     |                                                                       |                     |                                          |                                        |                          |
| 14. | 5.  | A nap hőse (Bring the Pain)                                           | Mark Tinker         | Shonda Rhimes                            | 2005. október 23. 2006. április 11.    | 18,00 millió 0,83 millió |
| Izzie randizik Alex-szel, de úgy érzi, hogy a fiút nem igazán nyűgözte le. Meredithnek fáj, hogy Derek nem tud dönteni közte és a felesége között. George és Alex egy mellkasi lőtt sebes beteggel áramszünet miatt a liftben ragad. A beteg állapota súlyos, a résnyire nyitott liftajtón át beadott műszerekkel Burke külső irányításával George megműti a beteget, így belőle lesz a nap hőse. |     |                                                                       |                     |                                          |                                        |                          |
| 15. | 6.  | Tömegbaleset (Into You Like a Train)                                  | Jeff Melman         | Krista Vernoff                           | 2005. október 30. 2006. október 24.    | 16,67 millió 0,92 millió |
| Meredith ultimátumot ad Dereknek, miszerint ha őt választja, jelezze azzal, hogy átmegy Joe bárjába. Izzie, George és Cristina az ajtót lesik, miközben Meredith egyik tequilát issza a másik után, és egyre biztosabb abban, hogy hiába várja Dereket. A hírekben bemondják, hogy tömegszerencsétlenség történt, így mindenki visszamegy a kórházba. Meredith próbálja kijózanítani magát, hogy hasznát vehessék. |     |                                                                       |                     |                                          |                                        |                          |
| 16. | 7.  | Pletykafészkek (Something to Talk About)                              | Adam Davidson       | Stacy McKee                              | 2005. november 6. 2006. október 31.    | 18,13 millió 0,95 millió |
| Az egész kórház Meredith és Derek románcáról beszél, mindenki szánakozva néz Meredith-re, akit ejtett a jóképű sebész. Derek párterápiára jár Addisonnal, hogy megmentsék a házasságukat. Furcsa esetet hoznak a kórházba. Egy férfi a terhesség tüneteit produkálja. Mindenki a csodájára jár, ám hamarosan kiderül, hogy egy daganatszerűség növekszik a hasában. A beteg arra kéri Meredith-t, gondoskodjon arról, hogy megsemmisítsék a kiműtött képződményt, mielőtt az egész kórház azon csámcsogna. |     |                                                                       |                     |                                          |                                        |                          |
| 17. | 8.  | Rettenet (Let It Be)                                                  | Lesli Linka Glatter | Mimi Schmir                              | 2005. november 13. 2006. november 7.   | 19,74 millió 0,96 millió |
| Addisont és Dereket felkeresi egy baráti házaspár. Savvy, akinek a családjában többször fordultak elő rákos megbetegedések, úgy dönt, hogy csírájában fojtja el a bajt, és kiveteti a méhét, leveteti az egészséges melleit, még mielőtt esetleg kifejlődne a szervezetében a rák. Sem a férj, sem Derek nem helyesli Savvy döntését. A medikusokat is megosztja a téma. Richard aggódik, hogy Dr. Bailey nem a Grace klinika ösztöndíja mellett dönt. Bailey végül kijelenti, hogy nem áll szándékában elmenni a kórháztól, ugyanis terhes. |     |                                                                       |                     |                                          |                                        |                          |
| 18. | 9.  | Zűrös hálaadás (Thanks for the Memories)                              | Michael Dinner      | Shonda Rhimes                            | 2005. november 20. 2006. november 14.  | 20,33 millió 0,88 millió |
| Hálaadás napján Izzie közös vacsorát tervez a lakótársakkal. Meredith úgy gondolja, nincs miért hálát adnia, ezért úgy dönt, bemegy a kórházba. Bailey szerint hálaadáskor az emberek rengeteg ostobaságot követnek el, ami rengeteg műtéthez vezet. George apja és két fivére ragaszkodik a hagyományos pulykavadászathoz, melyen kiderül, hogy George azt hiszi, semmibe veszik, a családja meg azt, hogy lenézi őket. Burke segít Izzie-nek főzni. Cristina italért indul, de végül a kórházat választja főzőcskézés helyett. Vacsorára mindenki megjelenik az asztalnál. |     |                                                                       |                     |                                          |                                        |                          |
| 19. | 10. | Se veled, se nélküled (Much Too Much)                                 | Wendey Stanzler     | Gabrielle Stanton és Harry Werksman, Jr. | 2005. november 27. 2006. november 21.  | 19,59 millió 0,87 millió |
| Burke kulcsot ad Cristinának a lakásához, amitől a lány nagyon megretten. Még jobban megriad, amikor Burke azt javasolja, költözzenek össze. Meredith felszed egy fiút Joe bárjában. Másnap kínos helyzet áll elő, ugyanis Steve megjelenik a kórházban, s Derek számára is világossá válik, hogy Meredith máris randizik valakivel. |     |                                                                       |                     |                                          |                                        |                          |
| 20. | 11. | Magányos szívek klubja (Owner of a Lonely Heart)                      | Dan Minahan         | Mark Wilding                             | 2005. december 4. 2006. november 28.   | 20,59 millió 0,94 millió |
| Az ötös-ikrek közül négy kisbaba állapota kritikus, így a kórház minden orvosa velük foglalkozik, hogy segítsenek rajtuk. Az anya saját magát hibáztatja a gyermekek betegségei miatt, miközben Meredith próbálja mérsékelni a bűntudatát. Izzy nagyon dühös Alex-re, amiért rajtakapta Olivia-val. Christina pedig egy elítéltet kell, hogy ellásson, aki négy borotvapengét nyelt le, hogy kikerüljön a magánzárkából. |     |                                                                       |                     |                                          |                                        |                          |
| 21. | 12. | Ünnepi ramazuri (Grandma Got Run Over by a Reindeer)                  | Peter Horton        | Krista Vernoff                           | 2005. december 11. 2006. december 5.   | 15,70 millió 0,85 millió |
| A karácsony közeledtével Addison egyre több közös programot szervez Derekkel. A férfi igyekszik minél több kifogást találni, majd bevallja, hogy bár a feleségével maradt, Meredithbe szerelmes. A közelgő ünnepek ellenére a sebészek nem lazíthatnak, csupa bonyolult esettel van dolguk. Izzie nem képes elfogadni, hogy a barátai segítenek a szoknyavadász Alexnek a tanulásban. |     |                                                                       |                     |                                          |                                        |                          |
| 22. | 13. | Egy új kezdet (Begin the Begin)                                       | Jessica Yu          | Kip Koenig                               | 2006. január 15. 2006. december 12.    | 18,97 millió 0,82 millió |
| Richard, a sebészet vezetője, közli az orvosokkal, hogy nagy hibaszázalékkal dolgoznak, és mivel ez a fáradtság számlájára írható, ezután csupán 80 órát dolgozhatnak hetente. Christina, akinek a sebészet az élete, nem örül ennek az új rendszernek. Burke és Richard tudtán kívül elkíséri Baileyt egy donor szívéért Idahóba. Meredith kutyája rendkívül nagy károkat okoz, Izzie és George szeretnének megszabadulni a szörnyetegtől. Derek kitalálja, hogy Meredith anyja kiváló alany lenne egy terápiás kísérlethez, így újból közeledni próbál a lányhoz. |     |                                                                       |                     |                                          |                                        |                          |
| 23. | 14. | Ebcsont beforr (Tell Me Sweet Little Lies)                            | Adam Davidson       | Tony Phelan és Joan Rater                | 2006. január 22. 2006. december 19.    | 21,04 millió 0,94 millió |
| George ultimátumot ad Meredithnek: vagy a kutya költözik el, vagy ő. Megsértődik, amikor Meredith gondolkodóba esik, hogy esetleg a kutyát válassza helyette. Végül Derek és Addison befogadják az ebet. Meredith szenved Derek miatt, akit Cristina hazugnak nevez a liftben, nem törődve azzal, hogy a férfi a főnöke. Meredith szerint azért hazudnak az emberek, mert az igazság fáj. Bailey rosszul lesz a műtőben, ezért Addison azt tanácsolja, hogy otthon pihenjen, míg a baba meg nem születik. |     |                                                                       |                     |                                          |                                        |                          |
| 24. | 15. | Ne szólj, szám... (Break on Through)                                  | David Paymer        | Zoanne Clack                             | 2006. január 29. 2007. március 13.     | 18,44 millió 0,78 millió |
| A szülési szabadságra távozó Bailey helyett új rezidenst kapnak a medikusok. Sydney ( Kali Rocha – magyar hangja:Farkasinszky Edit) a szeretettel gyógyítás híve, Cristina a műtéteké. Amikor Sydney egy húsevő baktérium miatt nem amputál egy lábat, Cristina beárulja Burke-nél (magyar hangja: Láng Balázs). A beteg meggyógyul, Cristina bánja, hogy megszólalt, ráadásul Burke is kínos helyzetbe került... |     |                                                                       |                     |                                          |                                        |                          |
| 25. | 16. | Balsejtelem (It's the End of the World)                               | Peter Horton        | Shonda Rhimes                            | 2006. február 5. 2007. március 20.     | 37,88 millió 0,84 millió |
| Meredith rossz érzéssel ébred, nem akar dolgozni. Cristinának bevallja, attól fél, hogy aznap talán meghal. Lőtt sebbel érkezik egy férfi. Dr. Burke már éppen feltárná a sebet, amikor Alex kideríti, hogy egy fel nem robbant lövedék lehet a betegben. Dr. Bailey hiába várja a férjét a szülésre, Tucker ugyanis balesetet szenvedett és Dr. Shepherd műtőjében fekszik... |     |                                                                       |                     |                                          |                                        |                          |
| 26. | 17. | Pengeélen (As We Know It)                                             | Peter Horton        | Shonda Rhimes                            | 2006. február 12. 2007. március 27.    | 25,42 millió 0,74 millió |
| Richard közli a tűzszerészekkel, hogy a műtő, melyben a fel nem robbant lövedéket szeretnék eltávolítani egy férfiból, különösen robbanásveszélyes, ugyanis alatta fut a fő oxigénvezeték. Emiatt a beteget át kell szállítani egy másik műtőbe. A lövedéket kiveszik, ám a szakértők a folyosón felrobbannak. Eközben Derek Bailey férjének életéért küzd. Dr. Bailey nem hajlandó szülni a férje nélkül, de végül George jobb belátásra bírja. |     |                                                                       |                     |                                          |                                        |                          |
| 27. | 18. | Viszonyok és iszonyok (Yesterday)                                     | Rob Corn            | Mimi Schmir és Krista Vernoff            | 2006. február 19. 2007. április 3.     | 24,36 millió 0,81 millió |
| Egy idegen orvos flörtöl Meredith-szel a folyosón, amikor megjelenik Derek, és leüti a fickót. Kiderül róla, hogy Mark az, az egykori legjobb barátja, akivel a felesége megcsalta őt. Mark azért jött, hogy Addisont magával vigye, de a nő nem akarja otthagyni a férjét. George még mindig rajong Meredithért. Izzie azt tanácsolja neki, hogy mielőbb mondja el neki, mit érez iránta. Ellis elmondja Meredithnek, hogy viszonya volt, és azt várta, hogy Tash, a férje, magától lelépjen. |     |                                                                       |                     |                                          |                                        |                          |
| 28. | 19. | Miért pont én? (What Have I Done to Deserve This?)                    | Wendey Stanzler     | Stacy McKee                              | 2006. február 26. 2007. április 10.    | 24,76 millió 0,82 millió |
| George nehezen viseli, hogy Meredith megbánta az együtt töltött éjszakát. A lány lakótársai mind elítélik amiatt, hogy összetörte George szívét. George bejelenti, hogy elköltözik, és Meredith nem tudja lebeszélni róla. Denny, a szívátültetésre váró beteg visszakerül a kórházba. Izzie, aki időközben összejött Alex-szel, egyre több időt tölt a beteggel. Alex féltékeny lesz... |     |                                                                       |                     |                                          |                                        |                          |
| 29. | 20. | Miért fáj minden szív? (Band-Aid Covers the Bullet Hole)              | Julie Anne Robinson | Gabrielle Stanton és Harry Werksman, Jr. | 2006. március 12. 2007. április 17.    | 22,51 millió 0,80 millió |
| Derek felajánlja Meredithnek, hogy reggelente kísérje el kutyát sétáltatni, és beszélgessenek, mint barátok. Meredith eleinte úgy gondolja, hogy képtelen barátként tekinteni rá, de végül elkíséri a reggeli sétákra. Addisonnak jól esik, hogy egyik betegének a férje bókol neki, de Bailey szerint a megoldás az lenne, ha Derekkel rendezné a kapcsolatát. George szerint, aki még mindig szenved Meredith miatt, ha leküzdjük a fájdalmat, akkor is megmarad egyfajta fantom fájdalom, ami időnként belénk hasít. |     |                                                                       |                     |                                          |                                        |                          |
| 30. | 21. | Babonás nap (Superstition)                                            | Tricia Brock        | James D. Parriott                        | 2006. március 19. 2007. április 24.    | 21,13 millió 0,93 millió |
| A Grace klinika napja rosszul kezdődik. Négy műtét eredménye négy halott. A babona szerint ilyenkor estig hét halottra lehet számítani, épp ezért egyetlen beteg sem akarja, hogy aznap megműtsék. Burke is babonás, csak a saját sapkájában hajlandó műteni, de a mosodások elkeverték. Cristina azt állítja, van nála egy sapka, ezért Burke megbízza George-ot, hogy szerezze vissza. Izzie szakít Alex-szel Denny miatt. |     |                                                                       |                     |                                          |                                        |                          |
| 31. | 22. | A játék neve: túlélés (The Name of the Game)                          | Seith Mann          | Blythe Robe                              | 2006. április 2. 2007. május 8.        | 22,35 millió 0,85 millió |
| Meredith édesapja, Thatcher, új családot alapított. Egyik lánya, Molly terhes, és éppen a Grace klinikára kerül. George döbben rá, hogy Meredithnek van testvére. Callie, az ortopéd orvos nagyon hajt George-ra, de a fiú nagyon határozatlan. Cristina szeretné végre elüldözni George-ot a lakásukból, ezért radikális lépéshez folyamodik. Meredith kötéssel pótolja a férfitársaság hiányát. |     |                                                                       |                     |                                          |                                        |                          |
| 32. | 23. | Hadak útján (Blues for Sister Someone)                                | Jeff Melman         | Elizabeth Klaviter                       | 2006. április 30. 2007. május 15.      | 20,76 millió 0,75 millió |
| Addison betege, Rose, a hetedik gyerekét várja. Férje nagyon vallásos, így fogamzásgátlásról szó sem lehet. Könyörög Addisonnak, hogy kösse el a petevezetékét a férje tudta nélkül. Alex elárulja Rose férjének, hogy Addison szándékosan megsértette felesége petevezetékét, ezért a férj ügyvédhez fordul. Meredith randizik Finnel, az állatorvossal. Derek meglátja, és dühös. lesz. Bailey dühös Richardra, amiért nem osztja be műtétre, Addison Alexre az árulásáért, mindenki haragszik mindenkire. |     |                                                                       |                     |                                          |                                        |                          |
| 33. | 24. | Mentsük, ami menthető! (Damage Case)                                  | Tony Goldwyn        | Mimi Schmir                              | 2006. május 7. 2007. május 22.         | 21,99 millió 0,81 millió |
| Egy egész családot hoznak be egy tömegbaleset után a traumatológiára. Legsúlyosabban egy terhes fiatal nő sérült meg, de erre csak akkor jönnek rá, amikor az adrenalinszintje csökken, és a szervei felmondják a szolgálatot. Mivel minden szerve sérült, a klinika összes sebésze egyszerre dolgozik rajta, mentik, ami menthető. |     |                                                                       |                     |                                          |                                        |                          |
| 34. | 25. | Szív küldi szívnek (17 Seconds)                                       | Dan Minahan         | Mark Wilding                             | 2006. május 14. 2007. május 29.        | 22,60 millió 0,88 millió |
| Burke a Mercy Westbe repül helikopterrel egy szívért. Cristina szeretne vele menni, de a férfi még haragszik rá, ezért Alexet viszi. Izzie nagyon izgatott, hogy Danny végre új szívet kap. A Mercy Westben kiderül, hogy két donor van. Egyikre Burke egykori egyetemi riválisa, Erica Hahn doktornő (magyar hangja: Udvarias Anna) pályázik. Burke donorja meghal, így elkezdődik a harc a megmaradt szívért. A transzplantációs központ szerint Hahn doktornő betege 17 másodperccel korábban került fel a várakozási listára, Danny csak akkor előzheti meg, ha romlik az állapota. Izzie mindent megtesz ennek érdekében tudván, hogy Burke majd stabilizálja, amint visszatér. |     |                                                                       |                     |                                          |                                        |                          |
| 35. | 26. | Érzéstelenítés nélkül (Deterioration of the Fight or Flight Response) | Rob Corn            | Tony Phelan és Joan Rater                | 2006. május 15. 2007. június 5.        | 22,50 millió 0,81 millió |
| Dr. Burke-öt egy ámokfutó fegyveres eltalálja a kórház előtt, a kollégái küzdenek az életéért. Izzie a barátait hívja segítségül, de Danny állapota kritikus. A lány nem akarja, hogy Danny állapota jobbra forduljon, mert akkor nem kapja meg a szívet. Dr. Bailey az utolsó pillanatban bukkan rájuk és menti meg Dannyt. Alex ráveszi Dr. Hahnt, hogy repüljön a Grace klinikára és végezze el Danny szívműtétjét. Derek nem érzésteleníti Burke karját műtét közben, hogy az orvos mozgatni tudja az ujjait, nehogy átvágjanak egy ideget. |     |                                                                       |                     |                                          |                                        |                          |
| 36. | 27. | Egy nap, amikor minden összejön (Losing My Religion)                  | Mark Tinker         | Shonda Rhimes                            | 2006. május 15. 2007. június 12.       | 22,50 millió 0,76 millió |
| A kórházban vizsgálat folyik, hogy kiderüljön, ki vágta el Danny LVAD-készülékének zsinórját. Mindenki azt vallja, hogy ő tette, mert nem akarják, hogy Izzie-t kirúgják. A főorvos tinédzser unokahúgának kiújult a rákja, a felesége nyomására Richard megengedi, hogy az osztálytársai bált rendezzenek a beteg lánynak. A bálon a kórház személyzete is részt vesz. Meredith Finnel érkezik, de Derekkel ismét egymásra találnak. Izzie boldogan indul Danny kórterme felé... |     |                                                                       |                     |                                          |                                        |                          |

## 3. évad (2006-2007)
| Sor. | Év. | Cím                                                                   | Rendező             | Író                                      | Premier                               | Nézettség             |
| --- | --- | --------------------------------------------------------------------- | ------------------- | ---------------------------------------- | ------------------------------------- | --------------------- |
| 37. | 1.  | Karantén (Time Has Come Today)                                        | Dan Minahan         | Shonda Rhimes                            | 2006. szeptember 21. 2007. október 2. | 25,41 millió 701 ezer |
| Izzie gyászolja Dennyt, nem hajlandó átöltözni sem, báli ruhájában fekszik a földön, a többiek nagyon aggódnak miatta. Eközben a Grace klinikán nem áll meg az élet. Omar és Giselle autóbaleset után kerülnek be a klinikára, de Giselle műtétjénél szövődmények adódnak, ugyanis korábban kapcsolatba kerültek egy pestises beteggel, ezért később Derek és George is karanténba kerül. Egy gimnázium mosdójában egy újszülöttet találnak, egyik tizenéves lány sem vállalja magára. Adele követeli, hogy Richard menjen nyugdíjba. |     |                                                                       |                     |                                          |                                       |                       |
| 38. | 2.  | Pótcselekvés (I Am a Tree)                                            | Jeff Melman         | Krista Vernoff                           | 2006. szeptember 28. 2007. október 9. | 23,48 millió 665 ezer |
| Izzie bánatában egész nap muffinokat süt, már lépni se lehet a sok süteménytől. Addison szabadnapot kér Richardtól, mert úgy érzi, ha alaposan leissza magát, az segít majd elfelejteni, hogy Derek ismét hajlik arra, hogy Mereditht válassza. Burke doktort meglátogatják a szülei, akik épp akkor lépnek a kórterembe, amikor Cristina félmeztelenül próbálja felvidítani a fiukat. Dereknek bár nehezére esik, de közli Addisonnal, hogy a házasságuknak vége. Sokkal jobban érzi magát, amikor Mark kilép a fürdőszobából egy szál törölközőben. |     |                                                                       |                     |                                          |                                       |                       |
| 39. | 3.  | Dilemma (Sometimes a Fantasy)                                         | Adam Arkin          | Debora Cahn                              | 2006. október 5. 2007. október 16.    | 22,80 millió 778 ezer |
| Izzie úgy dönt, beszél Richarddal arról, hogy vissza szeretne térni a klinikára, de nincs ereje bemenni az épületbe. Reggeltől késő estig áll a bejárat előtt, hogy erőt gyűjtsön. George-nak nincs ínyére, hogy Callie beköltözött hozzá, de bátorsága sincs megmondani neki. Meredith mindkét pasival randizik, hogy eldöntse, melyiket választja majd. Finn és Derek ott törnek borsot egymás orra alá, ahol tudnak. |     |                                                                       |                     |                                          |                                       |                       |
| 40. | 4.  | Ki vagyok én? (What I Am)                                             | Dan Lerner          | Allan Heinberg                           | 2006. október 12. 2007. október 30.   | 22,88 millió 828 ezer |
| Izzie találkozik Denny apjával, aki eleinte azt hiszi, hogy Izzie a pénzért akart hozzámenni a fiához. A lány a szemére veti, hogy magára hagyta a súlyos beteg, haldokló fiát. Kiderül, hogy Denny azért ment el egy szó nélkül otthonról, hogy a szülei ne nézzék végig a haldoklását. Meredith rosszul lesz, kiderül, hogy ki kell venni a vakbelét. Derek úgy dönt, hogy Finn, a jó fiú, aki boldoggá tudja tenni, ezért kiszáll a versengésből, de Meredith mégis őt választja. Addison roppant dühös, amiért Mark plasztikai sebészi állást vállalt a Grace klinikán. |     |                                                                       |                     |                                          |                                       |                       |
| 41. | 5.  | Bűntudat (Oh, the Guilt)                                              | Jeff Melman         | Zoanne Clack, Tony Phelan és Joan Rater  | 2006. október 19. 2007. november 6.   | 22,05 millió 788 ezer |
| Izzie nemigen tud mit kezdeni a ténnyel, hogy Denny ráhagyott több mint nyolcmillió dollárt. Csak teszi-veszi a csekket, de nem váltja be. Addisont is megkérdezi, nincs-e bűntudata amiatt, hogy gazdag. A bűntudat sok embert emészt a Grace klinikán. Addisont azért, mert nem vallotta be Dereknek, hogy Mark nem egyéjszakás kaland volt, Meredith-t, amiért nem árulta el Dereknek, hogy szakított Finnel. Doktor Bailey-t, amiért úgy érzi, nem figyelt eléggé a gyakornokokra. Burke pedig tudja, hogy még nem műthetne a keze miatt, de úgy intézi, hogy Cristina titokban segíthessen neki. |     |                                                                       |                     |                                          |                                       |                       |
| 42. | 6.  | Elkendőzött valóság (Let the Angels Commit)                           | Jessica Yu          | Stacy McKee                              | 2006. november 2. 2007. november 13.  | 21,02 millió 744 ezer |
| Izzie visszatér a klinikára, Dr. Bailey Meredith felügyeletére bízza. A visszatérés feltétele, hogy nem teremthet kapcsolatot egyetlen beteggel sem, szigorúan megfigyelőként lehet jelen a kórtermekben. Ám Izzie azonnal rájön, hogy a lány, aki megégette a kezét, szándékosan tette, hogy ne kelljen vizsgáznia az egyetemen. Cristina műtétet műtét után ír ki Burke-nek, és mindig úgy intézi, hogy ő legyen az asszisztense. Amikor Burke jelt ad, hogy remeg a keze, a lány fejezi be a műtétet. Dr. Bailey azt hiszi, Burke nem akar dolgozni vele, pedig Cristina törölte a nevét a tábláról. |     |                                                                       |                     |                                          |                                       |                       |
| 43. | 7.  | Horgászok a pácban (Where the Boys Are)                               | Dan Minahan         | Mark Wilding                             | 2006. november 9. 2007. november 20.  | 20,65 millió 701 ezer |
| Derek úgy dönt, hogy horgásztúrára indul a vadonba. Magával viszi Burke-öt is, de csak útközben derül ki, hogy Burke szólt Richardnak és George-nak meg Alexnek. Mivel Joe kocsmájából indulnak, csatlakozik hozzájuk Joe és Walter is. Dereket bosszantja a nagy tömeg. Horgászás közben George észreveszi, hogy Burke keze néha remeg. Alex felbosszantja George-ot, amikor közli, hogy Callie megcsalja. A két fiú összeverekszik. Véletlenül ráesnek Walterre, aki beüti a fejét egy kőbe. |     |                                                                       |                     |                                          |                                       |                       |
| 44. | 8.  | Tehetetlenség (Staring at the Sun)                                    | Jeff Melman         | Gabrielle Stanton és Harry Werksman, Jr. | 2006. november 16. 2007. november 27. | 20,92 millió 675 ezer |
| George apja a Grace klinikára kerül egy sérüléssel. A rutinvizsgálatok során kiderül,hogy rákja van. Egy újabb vizsgálat kideríti, hogy szívműtét nélkül nem bírná ki a daganat eltávolításához szükséges műtétet. George nem szeretné, ha a remegő kezű Burke műtené meg apját, mert érzi, hogy titkol valamit, és tudja, hogy Cristina falaz neki. |     |                                                                       |                     |                                          |                                       |                       |
| 45. | 9.  | Az utolsó csepp (From a Whisper to a Scream)                          | Julie Anne Robinson | Kip Koenig                               | 2006. november 23. 2007. december 4.  | 18,51 millió 797 ezer |
| Cristinát furdalja a lelkiismeret, amiért segít eltitkolni, hogy Burke-nek néha remeg a keze. George érzi, hogy valami nincs rendben, ezért az apja műtétjére egy másik kórház sebészét kéri fel, Hahn doktornőt. Döntésén mindenki elképed, mert nem tudják, mi lehet az oka. Egy balul sikerült műtét után Cristina már nem bírja tovább George zaklatását meg a titkolózást, és elmondja Richardnak, hogy Burke keze már nem a régi. |     |                                                                       |                     |                                          |                                       |                       |
| 46. | 10. | Sülve-főve (Don't Stand So Close to Me)                               | Seith Mann          | Carolina Paiz                            | 2006. november 30. 2007. december 11. | 24,01 millió 788 ezer |
| Bailey-t bosszantja, hogy Burke és Cristina semmilyen büntetésben nem részesülnek, amiért eltitkolták, hogy a sebész keze néha nem megbízható. A kórházban 35 éves, az oldaluknál összenőtt ikrek szétválasztó műtétjére készülnek. Mivel Burke keze remeg, Derek alig meri vállalni a bonyolult műtétet. Richard visszavonulni készül, Burke-re bízná a sebészeti osztály vezetését, de az a feltétele, hogy Derek állítsa helyre a kezét. Az ikreket sikerült szétválasztani, de ennyi év után nehezen viselik az egyedüllétet, immár külön ágyon, de kézenfogva alszanak el. |     |                                                                       |                     |                                          |                                       |                       |
| 47. | 11. | A sebész is ember, 1. rész (Six Days, Part 1)                         | Greg Yaitanes       | Krista Vernoff                           | 2007. január 11. 2007. december 18.   | 23,03 millió 832 ezer |
| Derek újra megműtötte Burke kezét, Cristina nagyon szeretné tudni, hogy van, de mivel nem beszélnek egymással, nem akarja ő megtörni a csendet, mert akkor veszítene, ezért mindenkit megbíz, hogy érdeklődjön Burke kezének állapotáról, de senki nem momd neki semmit. George apja arra kéri az orvosokat, hogy minden rákos elváltozást távolítsanak el, akkor is, ha reménytelennek látják a felépülését. Meredith féltestvérének kisbabájával problémák vannak, de Meredith próbál nem úgy gondolni apja új családjára, mint rokonokra. |     |                                                                       |                     |                                          |                                       |                       |
| 48. | 12. | A sebész is ember, 2. rész (Six Days, Part 2)                         | Greg Yaitanes       | Krista Vernoff                           | 2007. január 18. 2008. március 11.    | 21,94 millió 606 ezer |
| Meredith úgy tekint apjára, mint egy idegenre. Neheztel rá, amiért otthagyta őt anyjával és soha többé nem jelentkezett. Izzie kifizeti egy születési rendellenesség következtében súlyos gerincferdülésben szenvedő lány műtétjét, mert a biztosító túl kockázatosnak tartja. Bailey úgy gondolja, hogy nem lesz belőle jó sebész, mert túlságosan közel kerül a betegekhez. Addison elmeséli Callie-nek, hogy egykor elvetette Mark gyerekét. Addison hirtelen felindulásból megcsókolja Alexet. George apját leveszik a gépekről, melyek életben tartották... |     |                                                                       |                     |                                          |                                       |                       |
| 49. | 13. | Szép remények (Great Expectations)                                    | Michael Grossman    | Eric Buchman                             | 2007. január 25. 2008. március 18.    | 21,50 millió 700 ezer |
| Derek megsértődik, amikor megtudja, hogy Richard Burke-nek ajánlotta fel a sebészeti osztály vezetését. Mark el akarja hagyni a várost, de amikor megtudja, hogy Richard visszavonul, mégis marad és versenybe száll a főnöki posztért. Addison is beszáll, így már négy sebész verseng a sebészeti osztály vezetéséért. George apja halála után Callie-be kapaszkodik, a lány már-már menekül előle. Bailey ingyenklinikát szeretne létrehozni a Grace klinikán belül, hogy a biztosítás nélküli emberek is ellátáshoz jussanak. Christina megszólal, Burke megkéri a kezét. |     |                                                                       |                     |                                          |                                       |                       |
| 50. | 14. | Minden perc ajándék (Wishin' and Hopin')                              | Julie Anne Robinson | Tony Phelan és Joan Rater                | 2007. február 1. 2008. március 25.    | 24,18 millió 761 ezer |
| George bejelenti, hogy Las Vegasban feleségül vette Callie-t. A barátai túl korainak tartják a lépést. Izzie arra használja a Dannytől örökölt 8 millió dollárt, hogy megnyissák az ingyenklinikát. A nyitás napján szemét az ajtóra szegezve várja a betegeket, de csak egy apuka hozza be a lányát, hogy világosítsák fel, hogyan használja a tampont. A lány kissé csalódott. A Grace klinika egyik műtőjében mindenki elájul, ugyanis a beteg vére roppant fertőző. Védőruhában folytatja egy új csapat, de amint elfogy a levegőjük, ők is elájulnak. Végül 20 másodperces váltásokban, a levegőt visszatartva zárják vissza a beteget. Meredith anyja magához tér, Richard szerint ilyenkor minden perc ajándék, de Meredith nem így érzi, mert az anyja folyton bántja: átlagosnak és tehetségtelennek nevezi. Mire Meredith elmondaná, mit érez iránta, újból visszaesik képzeletbeli világába... |     |                                                                       |                     |                                          |                                       |                       |
| 51. | 15. | Egy rakás szerencsétlenség (Walk on Water)                            | Rob Corn            | Shonda Rhimes                            | 2007. február 8. 2008. április 1.     | 25,20 millió 760 ezer |
| Callie-t kissé zavarja, hogy újdonsült férje, George, néha átlépi a szakmai korlátokat a kórházban, amin a munkatársak jókat derülnek. Egy tömegszerencsétlenséghez riasztják a Grace klinika orvosait. Egy konténerszállító hajó egy kompnak ütközött, rengeteg a súlyos sérült. Cristina megígérteti Burke-kel, hogy nem beszél senkinek arról, hogy összeházasodnak, míg ő nem mondja el Meredithnek. De barátnője a baleset helyszínén van, ő meg a kórházban rekedt. Burke elmondja Shepernek, nemsokára az egész klinika tud róla. |     |                                                                       |                     |                                          |                                       |                       |
| 52. | 16. | Hol van Meredith? (Drowning on Dry Land)                              | Rob Corn            | Shonda Rhimes                            | 2007. február 15. 2008. április 8.    | 25,76 millió 845 ezer |
| Cristina tűkön ülve várja, hogy Meredith visszaérkezzen és végre elmondhassa neki, hogy igent mondott Burke-nek. Izzie egy autók alá szorult ember életéért küzd a kompon, Richard és Sloan mobiltelefonon segítenek neki. Legyőzi félelmeit és egy fúrógéppel lyukat fúr a sérült férfi koponyájába, így megmenti az életét. Alex egy törmelékkupac alól kiszabadít egy halottnak hitt terhes nőt. Derek hiába keresi Meredith-t, végül az eszméletlen és immár kihűlt lányt a vízben találja... |     |                                                                       |                     |                                          |                                       |                       |
| 53. | 17. | Csodák márpedig vannak (Some Kind of Miracle)                         | Adam Arkin          | Shonda Rhimes és Marti Noxon             | 2007. február 22. 2008. április 15.   | 27,39 millió 861 ezer |
| A teljesen kihűlt Meredith-t a Grace klinikára szállítják, ahol Richard és Bailey mindent bevetnek, hogy visszahozzák. Derek, akit kitiltanak Meredith újraélesztéséről, bemegy Ellishez és elmondja neki, hogy Meredith bizonyára miatta nem akart kiúszni, mert az anyja annyira boldogtalanná tette, hogy feladta a küzdelmet. A hozzátartozók izgatottan várják a tájékoztatást szeretteik állapotáról, de mivel sokakat nem tudtak azonosítani, Alex egy polaroid géppel lefotózza a sérülteket és a halottakat. A képek kikerülnek a váróterem falára. Meredith váratlanul visszatér a halálból. |     |                                                                       |                     |                                          |                                       |                       |
| 54. | 18. | Fájó sebek (Scars and Souvenirs)                                      | James Frawley       | Debora Cahn                              | 2007. március 15. 2008. április 22.   | 22,68 millió 698 ezer |
| Egy koreai háborúban megsérült veteránból kiveszik a golyót, ami ezidáig nem okozott panaszt a betegnek. A férfi arra gyanakszik, hogy saját beosztottjai lőttek rá, mivel nem tetszett nekik a parancs. Abban reménykedik, hogy a golyó elemzésekor kiderül az igazság. Izzie kezdettől fogva nem helyeselte George kapcsolatát Callie-vel, de mióta összeházasodtak, ezt szinte naponta szóvá is teszi. Callie úgy érzi, Izzie belezúgott George-ba. A fiú képtelenségnek tartja. Alex továbbra is figyelemmel kíséri az ismeretlen terhes nő kezelését. Meredith nagy nehezen beleegyezik, hogy együtt vacsorázzon apjával és annak új feleségével. |     |                                                                       |                     |                                          |                                       |                       |
| 55. | 19. | Tévedni emberi dolog (My Favorite Mistake)                            | Tamra Davis         | Chris Van Dusen                          | 2007. március 22. 2008. április 29.   | 22,30 millió 632 ezer |
| Izzie döbbenten tapasztalja, hogy George egyáltalán nem emlékszik arra, mi történt éjjel kettejük között. Meredith úgy érzi, Derek túlságosan atyáskodik felette, mióta kis híján vízbe fúlt. Callie apja a városba érkezik, a lány retteg, hogy az apjának nem fog tetszeni George. |     |                                                                       |                     |                                          |                                       |                       |
| 56. | 20. | Riválisok (Time After Time)                                           | Christopher Misiano | Stacy McKee                              | 2007. április 19. 2008. május 6.      | 21,12 millió 699 ezer |
| Meredithnek kezd terhére lenni mostohaanyja, Susan. Cristina egyre nehezebben viseli azt, hogy régi és új barátja egyazon klinikán dolgoznak, ráadásul a két férfi a sebészeti osztály vezető posztjáért is rivalizál egymással. Ugyanezért az állásért verseng Derek, Mark és Addison is. Alex továbbra is keresi az ismeretlen terhes nő rokonait. Izzie vállalja a donorságot, csontvelőt ad egykor örökbe adott kislányának. |     |                                                                       |                     |                                          |                                       |                       |
| 57. | 21. | A nagyon fontos beteg (Desire)                                        | Tom Verica          | Mark Wilding                             | 2007. április 26. 2008. május 13.     | 20,08 millió 688 ezer |
| A Grace klinika igazgatótanácsának elnöke furcsa problémával vonul be a klinikára. Mindenki a VIP beteg kegyeit lesi, a sebészeti osztályvezető posztjáért versengő sebészek mindegyike okosabb akar lenni, hogy jó pontot szerezzen a befolyásos embernél. Izzie és George szembesül a hűtlenség és házasságtörés néhány példájával. Burke egyre nagyobb nyomást gyakorol Cristinára az esküvővel kapcsolatban. |     |                                                                       |                     |                                          |                                       |                       |
| 58. | 22. | Döntések és kalamajkák, 1. rész (The Other Side of This Life, Part 1) | Michael Grossman    | Shonda Rhimes                            | 2007. május 3. 2008. május 20.        | 21,23 millió 668 ezer |
| Addison lefeküdt Alex-szel, de a fiú nem kívánja folytatni a kapcsolatot, ráadásul Mark azt mondta, nem bírta ki a szexmentes időszakot. Ezek után Addison úgy dönt, szabadságra van szüksége. Elutazik meglátogatni barátait, egy Los Angeles-i magánklinika üzemeltetőit. Cristina mini esküvős tervei szertefoszlanak, amikor megjelenik anyja, Helen, valamint Burke anyja, Jane, hogy segítsenek megszervezni az esküvőt. |     |                                                                       |                     |                                          |                                       |                       |
| 59. | 23. | Döntések és kalamajkák, 2. rész (The Other Side of This Life, Part 2) | Michael Grossman    | Shonda Rhimes                            | 2007. május 3. 2008. május 27.        | 21,23 millió 723 ezer |
| Barátai klinikáján Addison segít egy béranya szülésénél, akinél a terhesség végén komplikációk léptek fel. Susannél, aki egyszerű csuklással megy be a Grace klinikára, szövődmények jelentkeznek. Izzy aggódik George döntése miatt. Miután Derek megműti az Avának keresztelt ismeretlen terhes nőt, a lánynak lassanként visszatér az emlékezete. |     |                                                                       |                     |                                          |                                       |                       |
| 60. | 24. | Lesz, ami lesz (Testing 1-2-3)                                        | Christopher Misiano | Allan Heinberg                           | 2007. május 10. 2008. június 3.       | 19,58 millió 842 ezer |
| A gyakornokok karrierjük egyik legfontosabb vizsgája előtt állnak. Bailey senkit nem enged a műtők közelébe, hogy felkészülhessenek. Thatcher nem engedi, hogy Meredith elmenjen Susan temetésére. George észreveszi, hogy Meredith semmit nem ír a vizsgán. Richard ad neki egy újabb esélyt. Callie arra gyanakszik, hogy Izzie és George között még mindig van valami. Cristina kétségbeesetten próbálja megírni esküvői fogadalmát. |     |                                                                       |                     |                                          |                                       |                       |
| 61. | 25. | Zűr és zavar (Didn't We Almost Have It All?)                          | Rob Corn            | Tony Phelan és Joan Rater                | 2007. május 17. 2008. június 10.      | 22,57 millió 877 ezer |
| Elérkezik az esküvő napja, Bailey hazaküldi Cristinát, aki szívesebben menne be inkább egy műtétre. Callie ráírja az esküvői fogadalmat Cristina tenyerére, aki csak az oltár elé vonulás pillanatában veszi észre, hogy amikor mégis bemosakodott egy műtéthez, lemosta az írást a tenyeréről. Derek arra kéri Meredith-t, hogy ha nem tudja közel engedni magához, inkább szakítson vele. George-nak nem sikerült a vizsgája, így a jövője meglehetősen bizonytalan. Adele vetélése ráébreszti Richardot arra, hogy változtatnia kell. |     |                                                                       |                     |                                          |                                       |                       |

## 4. évad (2007-2008)
| Sor. | Év. | Cím                                                           | Rendező                        | Író                             | Premier                                | Nézettség             |
| --- | --- | ------------------------------------------------------------- | ------------------------------ | ------------------------------- | -------------------------------------- | --------------------- |
| 62. | 1.  | Új kezdet (A Change Is Gonna Come)                            | Rob Corn                       | Shonda Rhimes                   | 2007. szeptember 27. 2008. október 14. | 20,93 millió 661 ezer |
| Az egykori gyakornokok, immár rezidensként, egy-egy csapatnyi gyakornokot kapnak, akiket oktatniuk kell. Callie, akit a főnök vezető rezidensnek nevezett ki, küzd az új posztjával járó felelősséggel. Cristina értesül arról, hogy Burke felmondott, többé nem tér vissza a klinikára. Bailey bosszankodik, amiért nem ő lett a vezető rezidens. |     |                                                               |                                |                                 |                                        |                       |
| 63. | 2.  | Szakíts, ha bírsz! (Love/Addiction)                           | James Frawley                  | Debora Cahn                     | 2007. október 4. 2008. október 21.     | 18,51 millió 677 ezer |
| Lexie, Meredith féltestvére próbál közel kerülni Meredith-hez, de a lánynak semmi kedve megismerkedni vele. Burke anyja megjelenik a klinikán, Cristinával szeretne beszélni. A lány bujkál előle, de nem kerülheti el a találkozást. Derek és Meredith kizárólag szexre korlátozzák a kapcsolatukat. Szakítás előtti utolsó szeretkezésüket nap mint nap megismétlik. |     |                                                               |                                |                                 |                                        |                       |
| 64. | 3.  | Fájdalmas igazság (Let the Truth Sting)                       | Dan Minahan                    | Mark Wilding                    | 2007. október 11. 2008. október 28.    | 19,04 millió 719 ezer |
| Callie bezárkózik az irodájába, ami frusztrálja Baileyt, aki amúgyis igazságtalanságnak tartja, hogy nem ő lett a vezető rezidens. A nagyon öreg fickóként ismert beteg hosszú idő után magához tér a kómából, és meg akar halni. Izzie minden erejével azon van, hogy meggyőzze, nem kell meghalnia. Webber és Sloane be akarják bizonyítani, hogy még nem túl öregek ahhoz, hogy új technikákat sajátítsanak el. |     |                                                               |                                |                                 |                                        |                       |
| 65. | 4.  | Téves diagnózis (The Heart of the Matter)                     | Randy Zisk                     | Allan Heinberg                  | 2007. október 18. 2008. november 4.    | 18,04 millió 606 ezer |
| Meredith és gyakornoka téves diagnózist ad egy betegnek, aki így azt hiszi, az élete hamarosan véget ér. Eltűnik a kórházból, pillanatok alatt, feléget mindent maga mögött, élete utolsó időszakát boldogan akarja tölteni, de végül kiderül, hogy szó sincs halálos betegségről. Callie és Izzie konfrontálódására az egész kórház kíváncsi. |     |                                                               |                                |                                 |                                        |                       |
| 66. | 5.  | Ismeretlen ismerős (Haunt You Every Day)                      | Bethany Rooney                 | Krista Vernoff                  | 2007. október 25. 2008. november 11.   | 18,17 millió 576 ezer |
| Meredith nem tudja, mihez kezdjen az anyja hamvaival. Otthon nem akarja tartani az urnát, ezért beviszi a kórházi szekrényébe. Váratlanul felbukkan az Alex által Avának keresztelt ismeretlen beteg. Cristinát azzal vádolja az új szívsebész, hogy a hálószobán át akarja építeni a karrierjét. |     |                                                               |                                |                                 |                                        |                       |
| 67. | 6.  | Marakodók (Kung Fu Fighting)                                  | Tom Verica                     | Stacy McKee                     | 2007. november 1. 2008. november 18.   | 19,3 millió 734 ezer  |
| A klinikán mindenki csodájára jár az ejtőernyősnek, akinek nem nyílt ki az ernyője, de szinte sérülés nélkül megúszta a zuhanást. Két sérült fiatal lány nem engedi ellátni magát egy ostoba verseny miatt. Izzie és Cristina versengenek Hahn doktornő kegyeiért. |     |                                                               |                                |                                 |                                        |                       |
| 68. | 7.  | Vonzás és taszítás (Physical Attraction... Chemical Reaction) | Jeff Melman                    | Tony Phelan és Joan Rater       | 2007. november 8. 2008. november 25.   | 19,50 millió 667 ezer |
| Hahn doktornő nem kíván együtt dolgozni Cristinával, akit rendkívüli módon frusztrál, hogy mellőzik a műtőben. Bailey egyre több feladatot vállal át Callie-től, aki szívesebben műt, minthogy adminisztrációval töltse az idejét. Izzie és George kétségbeesetten próbálják újraélni az első nagy lángolást, de nem sikerül. Bármennyire akarják az együttlétet,úgy tűnik, a kémiai összetevő hiányzik. |     |                                                               |                                |                                 |                                        |                       |
| 69. | 8.  | Mindörökké szerelem (Forever Young)                           | Rob Corn                       | Mark Wilding                    | 2007. november 15. 2008. december 2.   | 19,60 millió 652 ezer |
| Amikor egy buszbaleset sérültjeit hozzák be a klinikára, Bailey felfedezi köztük kamaszkori szerelmét, és egészen másként viselkedik vele, mint a többi beteggel. Meredith és Lexie apja megjelenik részegen a Grace klinikán. Mivel Lexie nem ér rá, Meredith kénytelen foglalkozni vele. Derek azt fontolgatja, hogy randiznia kellene valakivel, mert Meredith alkalmatlan a tartós kapcsolatra. Sydney azonnal le is csap rá, amikor csak alkalma adódik.                                                                             |     |                                                               |                                |                                 |                                        |                       |
| 70. | 9.  | A krízis, 1. rész (Crash into Me, Part 1)                     | Michael Grossman és Jessica Yu | Shonda Rhimes és Krista Vernoff | 2007. november 22. 2008. december 9.   | 14,11 millió 727 ezer |
| Két mentő összeütközik a klinika udvarán, az autókba szorult mentősök küzdenek az életükért. Az egyik sérült nem engedi, hogy Bailey megvizsgálja. Végül kiderül, hogy fehér bőrű orvost akar. Bailey Cristinát rendeli mellé, aki roppant dühös, mert már-már sikerült beférkőznie Hahn doktornő kegyeibe. Mint kiderül, a mentős nem akarta, hogy színesbőrűek lássák a hasára tetovált hatalmas horogkeresztet. |     |                                                               |                                |                                 |                                        |                       |
| 71. | 10. | A krízis, 2. rész (Crash into Me, Part 2)                     | Jessica Yu                     | Shonda Rhimes és Krista Vernoff | 2007. december 6. 2008. december 16.   | 17,78 millió 702 ezer |
| A Grace klinikán nagy a felfordulás. Az orvosok próbálják életben tartani a felborult mentőben rekedt két mentőst. Lexie próbálja elállítani az egyik beteg vérzését, amikor annak kidurran a nyaki verőere. Újra felbukkan Ava, akit Alex becsempész a műtő galériájára, de lebukik, így egy hétre felfüggesztik. Miranda férje megelégelte, hogy a felesége sosincs otthon. A közös ebédből sem lesz semmi, mert Bailey a tetovált neonáci életéért küzd a műtőben.                                                                     |     |                                                               |                                |                                 |                                        |                       |
| 72. | 11. | A gyógyító (Lay Your Hands on Me)                             | John Terlesky                  | Allan Heinberg                  | 2008. január 10. 2009. október 27.     | 17,68 millió          |
| Bailey kisfiát beszállítják a sürgősségire, mivel ráborult a könyvespolc. A kis Tuck élet és halál között van, szülei pedig egymást okolják a balesetért. Derek vesz egy telket, mert házat szeretne építeni, hogy Meredith-szel új családot alapíthassanak. De a lánynak ez túl nagy nyomást jelent, mert retteg a kötöttségektől. Az egyik beteg szívműtétre vár, közben rejtélyes módon kézrátétellel meggyógyít más betegeket. Az orvosok kétkedve figyelik, de miután kisfia állapota nem javul, Bailey is hozzá fordul segítségért. |     |                                                               |                                |                                 |                                        |                       |
| 73. | 12. | Stréberek (Where the Wild Things Are)                         | Rob Corn                       | Zoanne Clack                    | 2008. április 24. 2009. november 3.    | 16,37 millió          |
| A rezidensek versenyt rendeznek: ki tud minél több órát dolgozni egyhuzamban, minél több beteget ellátni. Speciális pontrendszert dolgoznak ki. A legtöbb pontot a rejtélyes betegségek felismerése jelenti. Izzie mindenáron valami különleges, háttérben meghúzódó betegséget próbál diagnosztizálni egy betegnél, akit egy egyszerű esés miatt vittek be. Meredith egy medvetámadás áldozatánál agytumort fedez fel, így ő nyeri a versenyt.                                                                                           |     |                                                               |                                |                                 |                                        |                       |
| 74. | 13. | Kétségek között (Piece of My Heart)                           | Mark Tinker                    | Stacy McKee                     | 2008. május 1. 2009. november 10.      | 15,31 millió 557 ezer |
| Addison egy műtétre visszamegy a Grace klinikára. Richard mindent elkövet, hogy visszacsábítsa dolgozni. Addison döbbenten hallja, hogy Derek és Meredith szakítottak. Szakításuk oka Meredith szerint az volt, hogy Derek megcsókolt egy műtősnővért, de valójában ő retteg a kötöttségtől. Meredith és Derek egy kísérletsorozatba kezdenek, melynek során az agytumorba fecskendezett vírussal próbálják visszaszorítani a betegséget. Izzie meggyőz egy terhes HIV-pozitív lányt, hogy tartsa meg a babát.                            |     |                                                               |                                |                                 |                                        |                       |
| 75. | 14. | Az igazság órája (The Becoming)                               | Julie Anne Robinson            | Tony Phelan és Joan Rater       | 2008. május 8. 2009. november 17.      | 16,03 millió 643 ezer |
| Cristinát rosszul érinti a hír, hogy Burke-öt egy rangos díjjal tüntették ki, és őt még csak meg sem említi az interjúban, pedig gyakorlatilag ő műtött helyette, amikor sérült volt a keze. A nővérek szabotálják Sloant, nem hajlandók együtt dolgozni vele. A pszichológus szembesíti Meredith-et élete árnyoldalaival. Derek és Meredith folytatják agytumorölő kísérleteiket. A páciens ezúttal egy katona, akiről kiderül, hogy meleg.                                                                                              |     |                                                               |                                |                                 |                                        |                       |
| 76. | 15. | Álom és valóság (Losing My Mind)                              | James Frawley                  | Debora Cahn                     | 2008. május 15. 2009. november 24.     | 15,55 millió 798 ezer |
| Meredith és Derek kísérletei nem járnak sikerrel. Egyik betegük egy Hamupipőke-történettel áll elő, és mivel azt hiszik, hogy André nevű barátja csak képzelet szüleménye, ezért elkezdik a műtétet. André végül megérkezik műtét közben, de barátnője már nem tér magához. Izzie szembesíti Alexet Rebecca problémáival, de a fiú nem kér a segítségéből. Christina továbbra is duzzog és gonoszkodik. |     |                                                               |                                |                                 |                                        |                       |
| 77. | 16. | Az utolsó kísérlet, 1. rész (Freedom, Part 1)                 | Rob Corn                       | Shonda Rhimes                   | 2008. május 22. 2009. december 1.      | 18,09 millió 725 ezer |
| Alex gondját viseli Rebeccának, aki Izzie szerint pszichiátriai kezelésre szorulna. Miután a lány felvágja az ereit, Alex elismeri, hogy szakember segítségére lesz szükség. Derek és Meredith ismét elveszítenek egy beteget. A fiatal fiú meghal a műtőasztalon. |     |                                                               |                                |                                 |                                        |                       |
| 78. | 17. | Az utolsó kísérlet, 2. rész (Freedom, Part 2)                 | Rob Corn                       | Shonda Rhimes                   | 2008. május 22. 2009. december 8.      | 18,09 millió 742 ezer |
| Derek és Meredith kihasználják a szabályok nyújtotta kiskaput, hogy megműthessék a szintén agydaganatos Beth-t. A klinika többi szakorvosa a betonba szorult 19 éves fiatalember kiszabadításán dolgozik, aki több mint tíz órája viseli férfiasan a pokoli fájdalmat, a beton szorítását. Közben Meredith sikert ér el a pszichológusa segítségével, végül rájön, hogy mennyire fontos neki Derek. |     |                                                               |                                |                                 |                                        |                       |

## 5. évad (2008-2009)
| Sor. | Év. | Cím                                                               | Rendező             | Író                       | Premier                               | Nézettség             |
| --- | --- | ----------------------------------------------------------------- | ------------------- | ------------------------- | ------------------------------------- | --------------------- |
| 79. | 1.  | Férjek és feleségek, 1. rész (Dream a Little Dream of Me, Part 1) | Rob Corn            | Shonda Rhimes             | 2008. szeptember 25. 2010. február 2. | 18,29 millió 663 ezer |
| Meredith és Derek rájönnek, hogy nem is olyan könnyű az együttélés. Derek azt szeretné, ha Meredith előbb-utóbb elküldené albérlő barátait a házból, hogy kettesben legyenek, de a lány nem hajlandó erre. A Grace klinika stábja türelmetlenül várja, hogy feltegyék az internetre a gyakorló kórházak besorolási listáját. Amikor kiderül, hogy csak a tizenkettedikek, Richard nagyon bosszús lesz. |     |                                                                   |                     |                           |                                       |                       |
| 80. | 2.  | Férjek és feleségek, 2. rész (Dream a Little Dream of Me, Part 2) | Rob Corn            | Shonda Rhimes             | 2008. szeptember 25. 2010. február 9. | 18,31 millió 660 ezer |
| Christina elesik a jeges járdán, ráadásul egy hatalmas jégcsap lezuhan az ereszről, és a testébe fúródik. Richard közli az orvosaival, hogy egyetlen beteget sem veszíthetnek el, mert nem akarja, hogy a Grace klinika még hátrébb csússzon a kórházak rangsorában. Callie és Erica egyre közelebb kerülnek egymáshoz. A balesetet szenvedett három házaspár magánéleti titkaira is fény derül. |     |                                                                   |                     |                           |                                       |                       |
| 81. | 3.  | Krízishelyzet (Here Comes the Flood)                              | Michael Pressman    | Krista Vernoff            | 2008. október 9. 2010. február 16.    | 14,54 millió 682 ezer |
| Csőtörés nehezíti a Grace klinika orvosainak a munkáját. Egyes osztályokat ki kell üríteni, ráadásul egy fontos műtét közben az átázott mennyezet rázuhan a műtőben a betegre és az orvosokra, akik testükkel védik a felnyitott pácienst. George kap egy esélyt, hogy újra letegye a gyakornoki vizsgát. Derek azt reméli, otthonosabbá teheti Meredith házát. |     |                                                                   |                     |                           |                                       |                       |
| 82. | 4.  | A nyugalom szigete (Brave New World)                              | Eric Stoltz         | Debora Cahn               | 2008. október 16. 2010. február 23.   | 14,57 millió 759 ezer |
| Meredith dühös Derekre, amiért az anyja naplóját olvasgatja. Callie kicsit aggódik, mert randizni készül Ericával. George-nak sikerül a vizsgája, így immár rezidensként dolgozhat a továbbiakban. Cristina felfedezi, hogy a kórházban létezik egy olyan osztály, ahol mindenki nyugodt, jó kedélyű és kedves. Meredith-tel ámulva nézelődnek a bőrgyógyászat kanapéján, de rájönnek, hogy ez a nyugalom nem nekik való. |     |                                                                   |                     |                           |                                       |                       |
| 83. | 5.  | Csapatmunka (There's No 'I' in Team)                              | Randy Zisk          | Jenna Bans                | 2008. október 23. 2010. március 2.    | 14,21 millió 710 ezer |
| Bailey egy vesetranszplantációs műtét-sorozatot akar végrehajtani, amihez az összes sebészre szüksége van. Minden a legnagyobb rendben halad, mígnem az egyik donor vissza akar lépni. Borul az egész terv, úgy tűnik, senki nem kaphat új vesét, hacsak az egyik dühös donor meg nem gondolja magát. Az egyik szaklap cikket közöl Derek kísérletéről, Meredith-t azonban bosszantja, hogy az ő nevét meg sem említik a lapban. |     |                                                                   |                     |                           |                                       |                       |
| 84. | 6.  | Hadiállapot (Life During Wartime)                                 | James Frawley       | Mark Wilding              | 2008. október 30. 2010. március 9.    | 15,05 millió 716 ezer |
| Richard egyre nagyobb hatalmat és felelősséget ruház Baileyre, ráadásul belemegy abba, hogy egy gyógyíthatatlan daganatos kislányt megoperáljanak. Eközben új ember érkezik a Grace klinikára. Owen, a katonaorvos elfogadja Richard ajánlatát és kinevezik a sürgősségi osztály vezetőjének. Derek és Mark kiborulnak a módszerein, akárcsak a rezidensek, akiket arra kényszerít, hogy mentsék meg azoknak a disznóknak az életét, amelyeket saját kezűleg szúrt le.                                                                                        |     |                                                                   |                     |                           |                                       |                       |
| 85. | 7.  | Versenyszellem (Rise Up)                                          | Joanna Kerns        | William Harper            | 2008. november 6. 2010. március 16.   | 15,63 millió 665 ezer |
| Richard bejelenti, hogy a legjobb rezidens hamarosan egyedül végezhet műtétet. Megkezdődik a versengés a rezidensek között, mindenki a műtétre pályázik. Derek tanácsot kér Baileytől, mivel úgy érzi, Cristina közelebb áll Meredith-hez, mint ő. Erica rájön, hogy a betege azért nem kaphatott korábban meg egy szívet, mert Izzie gyakorlatilag ellopta előle Denny számára. |     |                                                                   |                     |                           |                                       |                       |
| 86. | 8.  | Új arcok (These Ties That Bind)                                   | Eric Stoltz         | Stacy McKee               | 2008. november 13. 2010. március 23.  | 15,59 millió 537 ezer |
| Meredith régi barátnője, Sadie gyakornok lesz a Grace klinikán, de az új barátai nem fogadják kitörő örömmel. A főnök új szívsebészt keres Erica helyére. Lexie és a gyakornokok titokban egymáson gyakorolnak. Cristina, látván Lexie csuklóján a sérüléseket, úgy gondolja, hogy a lány öncsonkító, és figyelmezteti Mereditht, hogy húga segítségre szorul. Az új szívsebész, Dr. Virginia Dixon a szabályok megszállottja, csak akkor tud dolgozni, ha tökéletes rend uralkodik.                                                                          |     |                                                                   |                     |                           |                                       |                       |
| 87. | 9.  | Titkos műtét (In the Midnight Hour)                               | Tom Verica          | Tony Phelan és Joan Rater | 2008. november 20. 2010. március 30.  | 15,74 millió 759 ezer |
| A gyakornokok továbbmennek a gyakorlás terén. Infúzió bekötését, epidurális érzéstelenítést hajtanak végre egymáson, majd elhatározzák, hogy kiveszik egyik társuk vakbelét. Sadie vállalja a beteg szerepét, de Lexie visszalép. Sadie végül saját magán ejt metszést a szikével, így folytatják a titkos műtétet. A dolgok rosszra fordulnak... |     |                                                                   |                     |                           |                                       |                       |
| 88. | 10. | Súlyos döntés (All by Myself)                                     | Arlene Sanford      | Peter Nowalk              | 2008. december 4. 2010. április 6.    | 15,15 millió 755 ezer |
| A szakorvosok Cristinára szavaznak, de a gyakornokok titkos kísérletezése miatt Richard letiltja a műtétről, és őt bízza meg azzal, hogy válasszon a társai közül. Mindenki megpróbálja befolyásolni, de végül Alexet választja, amiért Meredith megorrol rá. Mark egy műtéttel eléri, hogy a korábban megnémult beteg újra beszélni tudjon, és ezzel végképp lenyűgözi Lexie-t. Callie nem tudja eldönteni, hogy Sadie csak barátságos, vagy flörtöl vele.                                                                                                   |     |                                                                   |                     |                           |                                       |                       |
| 89. | 11. | A donor (Wish You Were Here)                                      | Rob Corn            | Debora Cahn               | 2009. január 8. 2010. április 13.     | 13,71 millió 759 ezer |
| Bailey és Dr. Arizona Robbins, a gyereksebész, próbálják megmenteni egy kisfiú életét. Bailey szívéhez különösen közel áll a gyerek, ezért mindent elkövet, hogy életben tartsa a kisfiút, akin már csak a szervátültetés segíthet. Ugyanekkor a börtönből behoznak egy sérült sorozatgyilkost, aki a kivégzésére vár. Derek semmivel sem próbálja megkönnyíteni a férfi sorsát, mert apja tragikus sorsa jut eszébe róla. |     |                                                                   |                     |                           |                                       |                       |
| 90. | 12. | Az ördög másik arca (Sympathy for the Devil)                      | Jeannot Szwarc      | Jenna Bans                | 2009. január 15. 2010. április 20.    | 12,95 millió 700 ezer |
| Derek anyja, Carolyn villámlátogatásra érkezik és az egész osztály vigyázba áll, különösen Meredith és Sloan. Meredith attól fél, hogy nem fog tetszeni leendő anyósának, Sloan pedig amiatt aggódik, hogy Carolyn megdorgálja Grey iránt érzett szerelme miatt. Owen és Cristina egyre jobban vonzódnak egymáshoz, Izzie pedig továbbra is valóságosnak érzi Denny jelenlétét. |     |                                                                   |                     |                           |                                       |                       |
| 91. | 13. | Válaszút (Stairway to Heaven)                                     | Allison Liddi-Brown | Mark Wilding              | 2009. január 22. 2010. április 27.    | 14,25 millió 838 ezer |
| Bailey teljesen kiborul, amikor a kis betege állapota válságosra fordul. Azt kéri Derektől, hogy hagyja meghalni a halálraítéltet. Mark és Lexie az ügyeleti szobában hancúroznak, amikor Mark egy igen érzékeny pontján sérül meg. Cristina igyekszik kerülni Owent, Izzie pedig megtudja Dennytől, hogy azért tért vissza, mert Izzie beteg. |     |                                                                   |                     |                           |                                       |                       |
| 92. | 14. | Szívügyek (Beat Your Heart Out)                                   | Julie Anne Robinson | William Harper            | 2009. február 5. 2010. május 4.       | 15,20 millió 660 ezer |
| Derek egy gyűrűt tartogat a zsebében, és a megfelelő alkalomra vár, hogy megkérje Meredith kezét. Lexie ultimátumot ad Marknak: csak akkor hajlandó folytatni a kapcsolatukat, ha Mark nyíltan felvállalja őt. Bailey, akit nagyon megviselnek a beteg gyerekek szenvedései, úgy véli, alkalmatlan arra, hogy gyereksebész legyen, de Arizona egészen máshogy látja. Mark segítségével Derek romantikus hangulatot teremt a leánykérésre, amikor volt felesége felhívja.                                                                                      |     |                                                                   |                     |                           |                                       |                       |
| 93. | 15. | Apró titkok (Before and After)                                    | Dan Attias          | Tony Phelan és Joan Rater | 2009. február 12. 2010. május 11.     | 15,70 millió 732 ezer |
| Izzie elégedetlen a gyakornokok tudásával, ezért versenyt szervez nekik. A versenyt Lexie nyeri, akinek az a jutalma, hogy részt vehet Derek műtétjén. Owen menyasszonyának apját épp a Grace klinikára szállítják be. Ekkor derül ki, hogy a férfi még a saját anyját sem értesítette arról, hogy hazatért Irakból. Addison rájön, hogy Mark Lexievel jár, és azt tanácsolja, vallja be Dereknek. |     |                                                                   |                     |                           |                                       |                       |
| 94. | 16. | Betelt a pohár (An Honest Mistake)                                | Randy Zisk          | Peter Nowalk              | 2009. február 19. 2010. május 18.     | 15,39 millió 590 ezer |
| Dereknek egy állapotos nőn kell agyműtétet végeznie, ezért Addison ott marad a klinikán, ha netán komplikációk adódnának a műtét közben. A korábbi sikertelen műtétek után a 24 hetes magzat veszélybe kerül, de Derek nem engedi, hogy Addison beavatkozzon. A műtőben parázs vita zajlik az egykori házastársak között, a beteg pedig meghal. Amikor a zűrös nap végén Mark bevallja Dereknek, hogy Lexie-vel jár, a férfi szó nélkül nekiesik a kórház folyosóján. Izzie rájön, hogy a leleteit összecserélték, és nem anémiában szenved, hanem daganatos. |     |                                                                   |                     |                           |                                       |                       |
| 95. | 17. | Egyedül a pokolban (I Will Follow You into the Dark)              | Rob Corn            | Jenna Bans                | 2009. március 12. 2010. május 25.     | 13,54 millió 588 ezer |
| A klinika vizsgálatot indít Derek betegének az ügyében, és ekkor döbben rá, hogy tulajdonképpen több betege halt meg műtét közben, mint amennyit megmentett. Úgy dönt, visszavonul, és még Meredith-t is elűzi maga mellől. Richard haragszik Baileyre, amiért a megkérdezése nélkül kacérkodik a gyereksebészettel. A gyakornokok rákot diagnosztozálnak X beteg leletei alapján, de fogalmuk sincs arról, hogy az x beteg valójában Izzie. |     |                                                                   |                     |                           |                                       |                       |
| 96. | 18. | Állj mellém! (Stand by Me)                                        | Jessica Yu          | Zoanne Clack              | 2009. március 19. 2010. június 1.     | 14,67 millió 753 ezer |
| Derek visszavonul a lakókocsijába, és nem hajlandó többé operálni. Bailey kiküldi hozzá Callie-t, majd Owent is, hogy jobb belátásra bírják, de a kollégák nem térnek vissza. Richard megelégeli a dolgot, és utánuk megy, de neki sem sikerül visszatérésre bírni Dereket. A klinikán Mark egyedülálló arc-transzplantációt végez. A gyakornokok azonnal pletykálni kezdenek, amikor úgy érzik, kivételez Lexie-vel. Izzie elárulja Cristinának, hogy rákos.                                                                                                 |     |                                                                   |                     |                           |                                       |                       |
| 97. | 19. | Lánykérés (Elevator Love Letter)                                  | Ed Ornelas          | Stacy McKee               | 2009. március 26. 2010. június 8.     | 16,10 millió 616 ezer |
| Izzie betegsége hallatán Derek visszatér a műtőbe. Korábbi kudarca miatt mindenki árgus szemekkel figyeli az operációt. Owen, akit nyomasztanak háborús élményei, egyik éjjel, álmában kis híján megfojtja Cristinát. Az eset mindkettejüket megrázza, Owen belátja, hogy egyedül nem tud megbirkózni a poszt traumás tünetekkel. Derek a Grace klinika liftjében megkéri Meredith kezét. |     |                                                                   |                     |                           |                                       |                       |
| 98. | 20. | Válaszút előtt (Sweet Surrender)                                  | Tony Phelan         | Sonay Washington          | 2009. április 23. 2010. június 15.    | 13,55 millió 676 ezer |
| A kemoterápiára fogott Izzie nagy lelkesedéssel szervezi Derek és Meredith esküvőjét. A kórterme tele van kölcsönzőkből odaszállított ruhákkal. Tudja, hogy Meredith nem mond majd ellent egy halálos betegnek, ezért mindegyiket felpróbáltatja vele. Izzie betegsége nagy hatással van Alexre, aki nem tud a munkájára koncentrálni. Callie-t meglátogatja az apja, és szomorú, hogy lánya leszbikus kapcsolatba bonyolódott. Választás elé állítja: hazaköltözik, vagy megvonja tőle az anyagi támogatást.                                                 |     |                                                                   |                     |                           |                                       |                       |
| 99. | 21. | Családi kötelékek (No Good at Saying Sorry (One More Chance))     | Tom Verica          | Krista Vernoff            | 2009. április 30. 2010. június 22.    | 14,12 millió 610 ezer |
| Váratlanul megjelenik a kórházban Izzie anyja, Robbie, akit Bailey értesített lánya betegségéről. Robbie azt hiszi, Izzie valami apróság miatt fekszik a kórházban, és Izzie szeretné elhallgatni az igazságot. Meredith és Lexie apja, Thatcher, szintén felkeresi lányait, és azt állítja, hogy már nem iszik. |     |                                                                   |                     |                           |                                       |                       |
| 100. | 22. | A nagy nap (What a Difference a Day Makes)                        | Rob Corn            | Shonda Rhimes             | 2009. május 7. 2010. június 29.       | 15,33 millió 607 ezer |
| Miközben mindenki Derek és Meredith esküvőjére készül, a mentők egy egész csoportnyi sérült diákot hoznak be, akik a diplomaosztójukra igyekeztek. Izzie eközben újra látja Dennyt, és azonnal tudja, hogy ez azt jelenti, hogy a betegség visszatért. A sürgősségin eltöltött véres nap után Derek és Meredith úgy döntenek, ez az esküvő Izzie-t illeti meg, így a szertartáson Alex feleségül veszi Izzie-t. |     |                                                                   |                     |                           |                                       |                       |
| 101. | 23. | Remény a jövőben (Here's to the Future)                           | Bill D'Elia         | Allan Heinberg            | 2009. május 14. 2010. július 6.       | 15,58 millió 299 ezer |
| Izzie sok időt tölt a többi rákos beteggel, akikhez immár baráti szálak fűzik. Orvosként nehéz szembenéznie a betegségével, de Derek tartja benne a lelket. Közben egyre újabb és újabb megoldásokon dolgozik, hogy végleg eltávolítsa Izzie agyából a visszatérő daganatot. Mark úgy gondolja, ideje megállapodnia. Házat akar venni, és arra kéri Lexie-t, hogy költözzön össze vele, de Lexie nem túl lelkes. |     |                                                                   |                     |                           |                                       |                       |
| 102. | 24. | Most vagy soha (Now or Never)                                     | Rob Corn            | Debora Cahn               | 2009. május 14. 2010. július 13.      | 17,12 millió 839 ezer |
| George sokkolja Baileyt és kollégáit, amikor bejelenti, hogy belépett a seregbe. Bailey, aki megpályázott egy helyet a gyereksebészeten, nem boldog, amikor elnyeri a helyet. Egy felismerhetetlenségig összeroncsolt sérültet hoznak a mentők, akit elütött egy busz, miközben egy lányt próbált megmenteni. Az orvosok hiába küzdenek az életéért. Meredith rájön, hogy az ismeretlen sérült George. |     |                                                                   |                     |                           |                                       |                       |

## 6. évad (2009-2010)
| Sor. | Év. | Cím                                                            | Rendező             | Író                          | Premier                                | Nézettség             |
| --- | --- | -------------------------------------------------------------- | ------------------- | ---------------------------- | -------------------------------------- | --------------------- |
| 103. | 1.  | Fájdalmas veszteség (Good Mourning)                            | Ed Ornelas          | Krista Vernoff               | 2009. szeptember 24. 2010. október 19. | 17,03 millió 827 ezer |
| A Grace klinikán mindenki Izzie és George életéért küzd. A felismerhetetlenségig összezúzott arcú betegről senki sem akarja elhinni, hogy valóban George az, hiszen csak Meredith állítja, hogy a tenyerébe rajzolta a becenevét. Csak azután hajlandók elfogadni a halálát, amikor Callie egy anyajegy alapján azonosítja. Még mielőtt George meghalna, Izzie magához tér, és rá hárul a feladat eldönteni, mi legyen legjobb barátja holttestével. Hunt közben kettős amputációt végez, Arizona pedig egy növekedési fájdalmakkal küzdő tinédzsert próbál diagnosztizálni.                                                     |     |                                                                |                     |                              |                                        |                       |
| 104. | 2.  | Ébredések (Goodbye)                                            | Bill D'Elia         | Krista Vernoff               | 2009. szeptember 24. 2010. október 26. | 17,03 millió 650 ezer |
| A Grace klinika dolgozóinak nehéz feldolgozniuk a gyászt, amit George elvesztése okozott. Hunt betege mély depresszióba esik, Arizona pedig végre rájön, miért vannak fájdalmai a betegének. Izzie ráparancsol Amandára, a fiatal nőre, akit George az élete árán mentett meg, hogy élje tovább az életét, és többé ne menjen a klinikára sírdogálni. Clara végre erőt vesz magán, és művégtagjaival megpróbál járni. Cristina és Owen pszichológushoz járnak, hogy megoldást találjanak Owen rohamaira. |     |                                                                |                     |                              |                                        |                       |
| 105. | 3.  | Áldatlan állapotok (I Always Feel Like Somebody's Watchin' Me) | Michael Pressman    | Tony Phelan és Joan Rater    | 2009. október 1. 2010. november 2.     | 15,69 millió 860 ezer |
| Anyagi megfontolásokból a Grace klinika összeolvad a Mercy Westtel, emiatt nagyon sok dolgozó az utcára kerül. Richardra vár a feladat, hogy közölje a fájdalmas hírt a munkatársakkal. Izzie idő előtt visszatér a sebészetre, hogy megtarthassa az állását, de Alex nagyon aggódik miatta, mert úgy érzi, még nem gyógyult fel teljesen, ezért árgus szemekkel figyeli minden mozdulatát. Bailey egyik betege elutasítja a műtétet, mert nincs kire bíznia szkizofréniában szenvedő felnőtt fiát. |     |                                                                |                     |                              |                                        |                       |
| 106. | 4.  | Nehéz döntés (Tainted Obligation)                              | Tom Verica          | Jenna Bans                   | 2009. október 8. 2010. november 9.     | 14,13 millió 693 ezer |
| Thatcher, Meredith és Lexie apja, májelégtelenséggel kerül be a klinikára. Életét csak egy májátültetés mentheti meg. Lexie azonnal felajánlja a mája egy darabját apjának, de a vizsgálatok alapján nem megfelelő a donor. Kétségbeesésében kideríti, hogy Meredith megfelelő lenne, de ő hallani sem akar arról, hogy alkoholista apjának adja a máját, aki soha nem törődött vele. Végül mégis kötélnek áll. |     |                                                                |                     |                              |                                        |                       |
| 107. | 5.  | Betolakodók (Invasion)                                         | Tony Phelan         | Mark Wilding                 | 2009. október 15. 2010. november 16.   | 13,79 millió 677 ezer |
| A klinikát ellepik a Mercy West-es dolgozók, amint a két intézmény összeolvad. A Grace klinikások betolakodókként kezelik a jövevényeket, akik szintén ellenségesek a régi dolgozókkal. A versengés már-már odáig fajul, hogy ellehetetleníti a munkát. A két csapat ugyanis rendre összecsap a folyosókon és a műtőkben is egyaránt. |     |                                                                |                     |                              |                                        |                       |
| 108. | 6.  | Végzetes mulasztás (I Saw What I Saw)                          | Allison Liddi-Brown | William Harper               | 2009. október 22. 2010. november 23.   | 15,06 millió 691 ezer |
| Egy szállodatűz után súlyos sérültek érkeznek a Grace klinikára. A nagy zűrzavarban mindenki kapkod, szaladgál, egy fiatal nő, aki látszólag jól van, hamarosan fuldokolni kezd és meghal. A klinikán vizsgálat indul, Richard feltett szándéka, hogy kideríti, kit terhel a felelősség. Az orvosok mindannyian védik magukat és másra hárítják a felelősséget. |     |                                                                |                     |                              |                                        |                       |
| 109. | 7.  | Utolsó esély (Give Peace a Chance)                             | Chandra Wilson      | Peter Nowalk                 | 2009. október 29. 2010. november 30.   | 13,74 millió 601 ezer |
| Isaac, a klinika labortechnikusa rábeszéli Dereket egy kockázatos műtétre. Isaac tumorára a legtöbb sebész azt mondta, hogy gyógyíthatatlan, de Derek úgy érzi, meg tudja menteni. Richard a takarékosság jegyében elutasítja a bonyolult és drága műtétet, ám Derek kijátssza a főnököt és megműti Isaacet, miközben a többiek falaznak neki. |     |                                                                |                     |                              |                                        |                       |
| 110. | 8.  | Nagylelkű adomány (Invest in Love)                             | Jessica Yu          | Stacy McKee                  | 2009. november 5. 2010. december 7.    | 13,95 millió 754 ezer |
| Arizona egy nagyon gazdag házaspár gyerekét kezeli. Mivel a gyerek egyre jobban van, a házaspár úgy dönt, hatalmas összeget adományoz a Grace klinikának. A kisfiú állapota azonban rosszra fordul, és Arizona tudja, hogy a műtét kockázatos, de Richard és Jennings rábeszélik az elvégzésére. |     |                                                                |                     |                              |                                        |                       |
| 111. | 9.  | Szívsebész ajándékba (New History)                             | Rob Corn            | Allan Heinberg               | 2009. november 12. 2010. december 14.  | 14,87 millió 712 ezer |
| Váratlanul betoppan Izzie és arra kéri Dereket, hogy vizsgálja meg egykori professzorát, akinek mentális zavarai vannak. A kórházban most már nemcsak a kiélezett verseny miatt forr a levegő. Izzie alaposan beolvas a Mercy West gátlástalan rezidensének, aki kifúrta az állásából, Alexnek, amiért az elküldéséhez jelentősen hozzájárult, és nem kíméli Richardot sem, akitől azt követeli, hogy tegye lehetővé a professzora számára a drága műtétet. Owen közreműködésével új szívsebész érkezik Teddy Altman személyében, akinek nagyon tetszik Christina stílusa.                                                       |     |                                                                |                     |                              |                                        |                       |
| 112. | 10. | Ünnepi meglepetések (Holidaze)                                 | Robert Berlinger    | Krista Vernoff               | 2009. november 19. 2010. december 21.  | 14,07 millió 665 ezer |
| Mindenki hálaadásra készül, kivéve Mirandát. Ám amikor apja szemrehányást tesz neki, amiért elhanyagolja a munkája kedvéért a családot, bekéredzkedik Derek és Meredith bulijára. Közben Markot valódi sokk éri, amikor beállít egy lány, aki azt állítja, hogy a lánya. Lexie próbál kedves lenni a fiatal házisárkányhoz, Mark azonban nem bírja sokáig. |     |                                                                |                     |                              |                                        |                       |
| 113. | 11. | Váratlan bonyodalmak (Blink)                                   | Randy Zisk          | Debora Cahn                  | 2010. január 14. 2011. március 8.      | 12,78 millió 645 ezer |
| Kiderül, hogy Sloan terhessége veszélyben van, ezért Mark arra kéri Addisont, hogy repüljön Seattle-be végrehajtani a magzaton egy bonyolult beavatkozást. Owen nyugtalan, amiért Teddy Cristinára bíz egy fontos műtétet, és nem érti, mi lehet a háttérben. Teddy kénytelen belenyugodni abba, hogy Owen Cristinát szereti. |     |                                                                |                     |                              |                                        |                       |
| 114. | 12. | Válaszút előtt (I Like You So Much Better When You're Naked)   | Donna Deitch        | Tony Phelan és Joan Rater    | 2010. január 21. 2011. március 22.     | 12,70 millió 490 ezer |
| Miután Derek bizonyságot szerez arról, hogy Richard alkoholproblémákkal küzd, szembesíti a helyzettel, és arra kéri, hogy a kórház és a saját érdekében kérjen szakértő segítséget. Az igazgatótanács kinevezi Dereket főorvosnak, Richardot pedig elvonóra küldik. Izzie visszatér abban a reményben, hogy esetleg helyrehozhatja a házasságát Alex-szel, de a fiú képtelen megbocsátani neki, hogy kétségek közt hagyta. |     |                                                                |                     |                              |                                        |                       |
| 115. | 13. | Az új főnök (State of Love and Trust)                          | Jeannot Szwarc      | Stacy McKee                  | 2010. február 4. 2011. március 29.     | 12,55 millió 600 ezer |
| Derek első napja főorvosként nagyon zűrösen telik. A műtőben az egyik beteg felébred műtét közben, amiért az aneszteziológust okolják, a kórház pedig per elé néz. Cristina végre elmondja Owennek, hogy miért esik nehezére kompromisszumokat kötni egy kapcsolatban. Derek visszaveszi Megant és Aprilt, akiket a leépítéskor Richard elbocsátott. Miranda kénytelen elismerni, hogy nem az aneszteziológus tévedett. |     |                                                                |                     |                              |                                        |                       |
| 116. | 14. | Valentin-nap (Valentine's Day Massacre)                        | Stephen Cragg       | William Harper               | 2010. február 11. 2011. április 5.     | 12,74 millió 718 ezer |
| Derek, Meredith, Cristina és Owen a közös ünneplés helyett a kórházban kötnek ki. Egy vendéglő teteje beszakad, súlyos sérüléseket okozva több tucat embernek, ezért minden orvosra szükség van a klinikán. Derek eközben próbálja megszokni a vezetői pozíciót, Meredith küszködik új szerepével. Mark és Callie igyekeznek rávenni Sloant, hogy ne adja örökbe a gyerekét. |     |                                                                |                     |                              |                                        |                       |
| 117. | 15. | Vissza a múltba (Time Warp)                                    | Rob Corn            | Zoanne Clack                 | 2010. február 18. 2011. április 12.    | 10,27 millió 701 ezer |
| Főnökként Derek megpróbálja visszaállítani a korábban kipróbált előadássorozatot, melyen szakorvosok osztják meg korábbi tapasztalataikat a rezidensekkel és a pályakezdőkkel. Richardot is felkéri előadónak, aki elmesél egy régi történetet, amikor kezdő orvosokként Meredith anyjával először találkoztak AIDS-es beteggel. Callie zavarban van, de végül Alex nógatására beszámol néhány kimagasló ortopédsebészként elért eredményéről. |     |                                                                |                     |                              |                                        |                       |
| 118. | 16. | Újra a műtőben (Perfect Little Accident)                       | Bill D'Elia         | Peter Nowalk                 | 2010. március 4. 2011. április 19.     | 11,83 millió 589 ezer |
| Avery nagyapja érkezik betegként a Grace klinikára. Minden orvos a közelébe próbál férkőzni, és folyton zaklatják Averyt, amiért eltitkolta, hogy nagyapja a híres sebész, a Harper Avery-díj megalapítója. Az idős orvosnak műtétre van szüksége, de ragaszkodik ahhoz, hogy éber állapotban legyen. Richard visszatérése első napján vállalja a műtétet, és legjobb meggyőződése ellenére teljesíti kollégája minden elvárását. A felmerülő komplikációk azonban elbizonytalanítják. Cristina és Teddy eközben tüdőátültetést végez egy rákos betegnél. Mark beavatkozásának köszönhetően két nő élete gyökeresen megváltozik. |     |                                                                |                     |                              |                                        |                       |
| 119. | 17. | Ki a jobb? (Push)                                              | Chandra Wilson      | Debora Cahn                  | 2010. március 11. 2011. április 26.    | 10,94 millió 630 ezer |
| Egy rendkívül bonyolult műtétet igénylő beteg érkezik a Grace klinikára. Mindenfajta beavatkozás végkimenetele kockázatos és bizonytalan. Richard és Owen vetekszenek azért, hogy melyikük végezhesse a beavatkozást. Derek, mint a sebészeti osztály főnöke, végül Owen módszere mellett dönt, amit Richard rossz néven vesz. Bailey eközben randira készül Bennel, az altatóorvossal, de nagyon fél egy új kapcsolattól.A műsor feliratozva is látható az RTL Klub TXT 199. oldalán! |     |                                                                |                     |                              |                                        |                       |
| 120. | 18. | Az út vége (Suicide Is Painless)                               | Jeannot Szwarc      | Tony Phelan és Joan Rater    | 2010. március 25. 2011. május 3.       | 11,57 millió 652 ezer |
| Egy rendkívül bonyolult műtétet igénylő beteg érkezik a Grace klinikára. Mindenfajta beavatkozás végkimenetele kockázatos és bizonytalan. Richard és Owen vetekszenek azért, hogy melyikük végezhesse a beavatkozást. Derek, mint a sebészeti osztály főnöke, végül Owen módszere mellett dönt, amit Richard rossz néven vesz. Bailey eközben randira készül Bennel, az altatóorvossal, de nagyon fél egy új kapcsolattól.A műsor feliratozva is látható az RTL Klub TXT 199. oldalán! |     |                                                                |                     |                              |                                        |                       |
| 121. | 19. | A kis testvér (Sympathy for the Parents)                       | Debbie Allen        | Allan Heinberg               | 2010. április 1. 2011. május 10.       | 9,87 millió 533 ezer  |
| Súlyos sérvvel jelenik meg Alex öccse a Grace klinikán. Mivel biztosítása nincs, Alex megkéri Baileyt, hogy az alapítványi klinikán ingyenesen végezze el a műtétet. Alex megharagszik Aaronra, amiért kikotyogta a kollégáinak, milyen nehéz gyerekkoruk volt. Aaron is nagyon csodálkozik, mikor megtudja, hogy Alex megnősült anélkül, hogy szólt volna nekik. |     |                                                                |                     |                              |                                        |                       |
| 122. | 20. | Otthonszülés (Hook, Line and Sinner)                           | Tony Phelan         | Meg Marinis                  | 2010. április 29. 2011. május 17.      | 10,47 millió 542 ezer |
| Sloan szülését Teddy, Mark, Callie és Arizona vezetik le Mark lakásán. Amikor Teddy meglát egy híres szívsebészt a klinikán, azonnal sejti, hogy Derek az ő helyére akarja hívni. Owen felelősségre vonja emiatt, Derek viszont azzal védekezik, hogy Teddy nem írta alá a végleges szerződést. A sebészek közben egy rákász hajó kapitányának az életéért küzdenek, akit felnyársalt egy hatalmas horog. Owen először Teddy maradásáért lobbizik, majd rájön, hogy kevesebb bonyodalom lenne az életében nélküle. |     |                                                                |                     |                              |                                        |                       |
| 123. | 21. | Ez nem vicc (How Insensitive)                                  | Tom Verica          | William Harper               | 2010. május 6. 2011. május 24.         | 11,03 millió 650 ezer |
| Bailey igyekszik felkészíteni kollégáit arra, hogy egy rendkívül kövér beteg érkezik, ám a beteg méretei minden képzeletet felülmúlnak. A rezidenseknek nagyon nehéz megállniuk a csipkelődést. Derek rosszul viseli a pert, amit egy gépről lekapcsolt beteg miatt indítottak ellene. Bűntudata van a megözvegyült férj fájdalma miatt. Cristina egy szívbeteg nő kislányával tölt néhány órát és rádöbben, mennyire hiányzik neki az édesapja. |     |                                                                |                     |                              |                                        |                       |
| 124. | 22. | Végtelen szerelem (Shiny Happy People)                         | Ed Ornelas          | Zoanne Clack és Peter Nowalk | 2010. május 13. 2011. június 7.        | 11,05 millió 667 ezer |
| Egy idős szívbeteg úr meglátja ifjúkori szerelmét a kórházban, és rájön, hogy még mindig szereti. A hölgy eleinte nem akarja bonyolítani az életét, de végül beadja a derekát és megígéri, hogy hozzá költözik. A Grace klinika orvosai tanúi lesznek ennek az újra fellángoló szerelemnek. Alex eközben egy szkizofréniával kezelt tininek próbál segíteni, akit szülei kénytelenek otthonban elhelyezni. Alex Lexie segítségével megleli a rohamok okát és kiderül, a lány nem szkizofréniás, sőt gyógyítható. |     |                                                                |                     |                              |                                        |                       |
| 125. | 23. | Vesztegzár (Sanctuary)                                         | Stephen Cragg       | Shonda Rhimes                | 2010. május 20. 2011. június 14.       | 13,93 millió 699 ezer |
| A kórházzal szemben elvesztett per után Mr. Gary megjelenik a klinikán és Dereket keresi, majd váratlanul előkapja a fegyverét és lövöldözni kezd. Több orvossal végez, Alexet is meglövi, de ő nem hal meg, sikerül elvonszolnia magát a liftig. Shepherd lezáratja az osztályokat, de az orvosok nemigen tudják, mit tegyenek. A rettegés lesz úrrá a klinikán. |     |                                                                |                     |                              |                                        |                       |
| 126. | 24. | A halál érintése (Death and All His Friends)                   | Rob Corn            | Shonda Rhimes                | 2010. május 20. 2011. június 21.       | 16,13 millió 747 ezer |
| A lövöldöző mindenkivel végez, aki az útjába kerül. Meredith és Christina tehetetlenül nézik az eseményeket, és a túlélésért küzdenek. Richard a rendőrök tiltakozása ellenére bemegy a kórházba, hogy segítsen megfékezni az ámokfutót. Bailey az egyik beteg segítségével próbálja elvonszolni a súlyosan sérült Charlest a liftig, hogy eljussanak egy műtőbe. |     |                                                                |                     |                              |                                        |                       |

## 7. évad (2010-2011)
| Sor. | Év. | Cím                                                | Rendező             | Író                       | Premier                                | Nézettség             |
| --- | --- | -------------------------------------------------- | ------------------- | ------------------------- | -------------------------------------- | --------------------- |
| 127. | 1.  | Újjászületés (With You I'm Born Again)             | Rob Corn            | Krista Vernoff            | 2010. szeptember 23. 2012. február 28. | 14,32 millió 512 ezer |
| Meredith nem érti, miért nem engedélyezik neki és Christinának a munkát, ha már mindenki más dolgozhat. Derek teljesen felpörög, ám ez nem csak a kórházban, hanem az autópályán is meglátszik rajta. Christina megdöbbentő módon esküvői ruhák között válogat. |     |                                                    |                     |                           |                                        |                       |
| 128. | 2.  | Összeomlás (Shock to the System)                   | Tom Verica          | William Harper            | 2010. szeptember 30. 2012. március 6.  | 12,53 millió 599 ezer |
| Meredith elmondja Dereknek, hogy ideig-óráig gyermeket várt. A pszichológus úgy véli, hogy Meredith végre feldolgozta a tragédia okozta traumát, így ismét alkalmas a sebészi munkára. Christina, aki mindvégig érzéketlennek tűnt, egy műtét közben pánikrohamot kap. Bailey eltiltja Alexet a műtétektől, míg meg nem engedi, hogy kivegyék belőle a golyót. |     |                                                    |                     |                           |                                        |                       |
| 129. | 3.  | Felvonófóbia (Superfreak)                          | Michael Pressman    | Mark Wilding              | 2010. október 7. 2012. március 13.     | 12,75 millió 438 ezer |
| Derek cseppet sem örül, amikor váratlanul megérkezik a testvére, Amelia. A múlt és a jelen nézeteltérései azonnal felszínre kerülnek a testvérek között. Alex a kórházi lövöldözés óta nem mer beszállni a liftbe, Webber észreveszi a gondját és megpróbál segíteni a liftfóbia leküzdésében. Derek és Meredith mindent elkövetnek, hogy segítsenek Christinán, aki teljesen összeomlott. |     |                                                    |                     |                           |                                        |                       |
| 130. | 4.  | A természet törvénye (Can't Fight Biology)         | Ed Ornelas          | Peter Nowalk              | 2010. október 14. 2012. március 20.    | 12,11 millió 499 ezer |
| Owen és Christina saját lakást keresnek maguknak, csak a különböző igényeket nehéz összehangolniuk. Meredith a termékenységi vizsgálat eredményét próbálja feldolgozni. Karev fáradságot nem kímélve igyekszik megtalálni a megoldást egy balett-táncos daganatos lábára, akit az amputáció fenyeget. Dr. Altman megdöbbenve tapasztalja, hogy a fiatal gyakornok, Avery hatásos vonzerejét veti be, hogy egy műtétre bekerüljön.                                                                              |     |                                                    |                     |                           |                                        |                       |
| 131. | 5.  | Majdnem felnőtt (Almost Grown)                     | Chandra Wilson      | Brian Tanen               | 2010. október 21. 2012. március 27.    | 10,97 millió 523 ezer |
| Webber versenyt hirdet a szakorvosok között. A legmeggyőzőbb orvos osztálya egy millió dollárt kap fejlesztésre. Arra az egy napra, amíg a verseny tart, a negyedéves rezidensek veszik át a szakorvosok helyét. Christina számára elérkezett az idő, hogy döntsön: visszatér, vagy elhagyja az orvosi pályát. |     |                                                    |                     |                           |                                        |                       |
| 132. | 6.  | Fókuszban (These Arms of Mine)                     | Stephen Cragg       | Stacy McKee               | 2010. október 28. 2012. április 3.     | 10,79 millió 515 ezer |
| A mészárlás után a média felkapja a klinikát, és dokumentumfilmet forgat a helyszínen. Az új biztonsági rendszer többet árt, mint használ. Egy téves riasztás lezár minden helyiséget, és Averynek egyedül kell újraélesztenie egy beteget. Christinát megdöbbenti egy idős beteg életigenlése, és úgy tűnik, sikerül magára találnia. |     |                                                    |                     |                           |                                        |                       |
| 133. | 7.  | Próbálkozások (That's Me Trying)                   | Tony Phelan         | Austin Guzman             | 2010. november 4. 2012. április 10.    | 11,92 millió 484 ezer |
| Torres és Arizona Afrikába készülnek, de a búcsúztatásuk nem sikerül valami fényesre. A rezidensek egy tömegszerencsétlenség szimulációján vizsgáznak, és April egy egészen új oldalát is megmutatja mindenki megdöbbenésére. Young rájön, hogy mi, illetve ki az oka a félelmeinek, és már azt is tudja, hogyan léphet túl rajta. |     |                                                    |                     |                           |                                        |                       |
| 134. | 8.  | Valamit valamiért (Something's Gotta Give)         | Jeannot Szwarc      | William Harper            | 2010. november 11. 2012. április 17.   | 11,13 millió 570 ezer |
| Averyt egyetlen műtéthez sem osztják be a szimulációs kudarca óta, ami teljesen kétségbe ejti. Az egész kórház megdöbben Christina váratlan döntésén, szinte sokkolja őket a hír, hogy mindent felad. Búcsúbulit szerveznek a tiszteletére, ahol mindenki a legkülönfélébb érvekkel próbálja meggyőzni. Derek az egyetlen, aki megérti, min megy át Yang, és mivel lehet őt a helyes útra terelni. |     |                                                    |                     |                           |                                        |                       |
| 135. | 9.  | Végtelen éjszaka (Slow Night, So Long)             | Rob Bailey          | Zoanne Clack              | 2010. november 18. 2012. április 24.   | 11,46 millió 496 ezer |
| Avery állapota egyre aggasztóbb, Lexie és Owen szerint is beszélnie kéne egy szakemberrel. Christina csaposnak áll, és látszólag nagyon élvezi az új munkáját. Éjszakás műszakba osztják be a rezidenseket, felettesek nélkül. Meredith a gyerekosztályon próbál helytállni Karev segítségével. Egy sürgős esetnél nehéz választás elé kerülnek: vállalják-e a műtétet szakorvos jelenléte nélkül? |     |                                                    |                     |                           |                                        |                       |
| 136. | 10. | Béke és nyugalom (Adrift and at Peace)             | Allison Liddi-Brown | Tony Phelan és Joan Rater | 2010. december 2. 2012. május 8.       | 11,02 millió 436 ezer |
| Derek magára vállalja Christina rehabilitációját, és elviszi magával horgászni. A kollégák kétkedve figyelik próbálkozását, s egyre többen vélik úgy, Young már nem fog többet műteni. Mark egyre jobban vágyódik Lexie után, aki rendkívül hűvösen viselkedik vele. Miranda az egyik ápolója segítségével nagy hatású felfedezést tesz a fertőzések megelőzésében. Meredith és Owen összecsapnak a műtőben.                                                                                                   |     |                                                    |                     |                           |                                        |                       |
| 137. | 11. | Iskolai lövöldözés (Disarm)                        | Debbie Allen        | Krista Vernoff            | 2011. január 6. 2012. május 15.        | 11,64 millió 438 ezer |
| Iskolai lövöldözés áldozataival telik meg a kórház. Christina épp a tragédia helyszínén tartózkodik, és látja a meglőtt diákokat. Az új sokkhatás alatt azonnal az egyik sérült megmentésére siet. Karev képtelen együtt dolgozni Starkkal, akivel szembeszáll a műtőben, hogy megmentse egy 15 éves lány lábát. Utolsó reménye Arizona, aki épp ezen a napon tér vissza. A segítségével eltávolítják Starkot a műtőből.                                                                                       |     |                                                    |                     |                           |                                        |                       |
| 138. | 12. | Újoncok (Start Me Up)                              | Mark Jackson        | Natalie Krinsky           | 2011. január 13. 2012. május 22.       | 12,15 millió 423 ezer |
| Teddy úgy véli, mindent megtett egy kilátástalan helyzetbe került beteg, Henry jövőbeni gyógyulásáért azzal, hogy összeházasodtak. Webber felelőtlenségnek és biztosítási csalásnak minősíti az egészet. Hamarosan Teddy is szembesül a következményekkel, amikor neki, mint feleségnek kell döntenie arról, hogy eltávolíthatják-e a műtőasztalon fekvő, újdonsült férje veséit. Torres megdöbben, amikor rájön, hogy gyereket vár Marktól.                                                                   |     |                                                    |                     |                           |                                        |                       |
| 139. | 13. | Ne hagyj itt! (Don't Deceive Me (Please Don't Go)) | Kevin McKidd        | Mark Wilding              | 2011. február 3. 2012. május 29.       | 11,18 millió 462 ezer |
| Avery és Cristina között kitör a háború a vezető rezidens címéért, semmilyen eszköztől nem riadnak vissza, hogy a másikat rosszabb színben tüntessék fel. Karev élvezi Derek bizalmát, a közös munkát azonban korántsem, a haldokló páciensek, és a véletlenszerű, számítógépes sorsolások teljesen kikészítik. Lexie és Mark között újra dúl a szerelem, Mark azonban tudja, amint kiderül Torres terhessége, vége a szép románcnak. Bailey twitteren közvetíti a műtétjeit, amin Webber nagyon felháborodik. |     |                                                    |                     |                           |                                        |                       |
| 140. | 14. | Korkülönbség (P.Y.T. (Pretty Young Thing))         | Steve Robin         | Austin Guzman             | 2011. február 10. 2012. június 5.      | 10,47 millió 450 ezer |
| Meredith és Lexie apja visszatér Seattle-be, oldalán a huszonéves tetovált barátnőjével, Danielle-lel. A két lány próbálja megértően kezelni a helyzetet, ez azonban szinte lehetetlen. Közben Mark nem tett le Lexie-ről, és üzletet köt Jacksonnal, hogy szállítson neki információkat a lányról. |     |                                                    |                     |                           |                                        |                       |
| 141. | 15. | Minden perc számít (Golden Hour)                   | Rob Corn            | Stacy McKee               | 2011. február 17. 2012. június 12.     | 10,24 millió 557 ezer |
| Késsel a fejében sétál be egy részeg szurkoló a cimborájával. Az élete hajszálon függ, ebből azonban képtelen bármit is felfogni. Meredith próbál úrrá lenni a káoszon, ami az ügyeleten uralkodik, de érzi, hogy lassan kicsúszik a kezéből az irányítás. Avery egészen más szemmel néz már Lexie-re, és nem törődve a közelgő háborúval, udvarolni kezd neki. Torres megelégeli Arizona és Mark terrorizálását, és új szabályokat vezet be: mostantól ő diktál.                                              |     |                                                    |                     |                           |                                        |                       |
| 142. | 16. | Felelősség kérdése (Not Responsible)               | Debbie Allen        | Debora Cahn               | 2011. február 24. 2012. június 19.     | 9,13 millió 488 ezer  |
| Webber felesége, Adele újra bekerül a kórházba. A férjen kívül minden orvos tisztán látja, hogy Adele Alzheimer-kóros, és amikor Bailey is erre a következtetésre jut, Derekhez fordul segítségért. Egy műtét közben derül ki, hogy Meredith látása drasztikusan romlott, veszélyezteti a karrierjét is. Az orvos azonnal leállítja a hormonkezelésről, a műtőből pedig kitiltják. |     |                                                    |                     |                           |                                        |                       |
| 143. | 17. | A magunk módján (This Is How We Do It)             | Ed Ornelas          | Peter Nowalk              | 2011. március 24. 2012. június 26.     | 10,28 millió 499 ezer |
| Kepner bevágódik a mindenki által utált Starknál, aki még randira is elhívja a csinos, de félénk rezidenst. Karevet különösen bosszantja a dolog, kolléganője ugyanis jelentős előnyökhöz jut vele szemben. Altman megdöbben, amikor megtudja, hogy névleges férje valóban szerelmes belé. Webber arra kéri Dereket, hogy vegye fel a feleségét a programba. |     |                                                    |                     |                           |                                        |                       |
| 144. | 18. | Dalban mondom el (Song Beneath the Song)           | Tony Phelan         | Shonda Rhimes             | 2011. március 31. 2012. július 3.      | 13,09 millió 518 ezer |
| Torres és Arizona közös kirándulásra indulnak, ám útközben egy teherautóval karamboloznak. Az állapotos Torres kizuhan a szélvédőn és súlyos fejsérülést szenved. Mark a hír hallatán idegösszeroppanást kap, de a többi kollégát is lesújtja kolléganőjük életveszélyes állapota. Derek nem sok esélyt lát arra, hogy Calleigh felébredjen az agyműtét után a kómából. |     |                                                    |                     |                           |                                        |                       |
| 145. | 19. | Lábadozás (It's a Long Way Back)                   | Steve Robin         | William Harper            | 2011. április 28. 2012. július 10.     | 10,67 millió 498 ezer |
| Torres teljes erőbedobással végzi a mozgásterápiát, hogy minél előbb a kezébe vehesse koraszülött kislányát. Sofia állapota azonban válságosra fordul, és szívműtétet kell végezni rajta. A hír hallatán Callie azonnal látni akarja, de erőlködés közben felszakad a sebe és ő is a műtőasztalon köt ki. |     |                                                    |                     |                           |                                        |                       |
| 146. | 20. | Esküvő (White Wedding)                             | Chandra Wilson      | Stacy McKee               | 2011. május 5. 2012. július 17.        | 10,11 millió 479 ezer |
| Arizona és Torres az esküvőjükre készülődnek, de a család korántsem olyan lelkes. Karev programjának köszönhetően megérkeznek a kórházba az afrikai gyerekek. Derek is részt vesz a gyógyításukban, és közben egy kislány teljesen elbűvöli. Kis idő múlva azt javasolja Meredithnek, hogy fogadják örökbe. Igen ám, de ehhez össze kell házasodniuk. |     |                                                    |                     |                           |                                        |                       |
| 147. | 21. | Túlélni mindenáron (I Will Survive)                | Tom Verica          | Zoanne Clack              | 2011. május 12. 2012. július 24.       | 9,63 millió 466 ezer  |
| Karev és a többi rezidens mindent elkövet, hogy elnyerje a vezető rezidensi címet. Ehhez persze Owent kell meggyőzni, aki alaposan befűt a versengő társaságnak. Meredith élete első interjújára készül, ahol egy szociális munkás eldönti, hogy alkalmas-e örökbefogadó szülőnek. A versenyből kizárt Cristinát kárpótolja, hogy életveszélyes műtéteket végezhet. |     |                                                    |                     |                           |                                        |                       |
| 148. | 22. | Felügyelet nélkül (Unaccompanied Minor)            | Rob Corn            | Debora Cahn               | 2011. május 19. 2012. július 31.       | 9,89 millió 439 ezer  |
| Owen kihirdeti a győztest a vezető rezidens posztra. Avery kilép a sikeres kutatásból, amiért többen is bolondnak nézik, egészen addig, amíg ki nem derül, hogy miért is tette valójában. Derek megharagszik Meredith-re, miután Karev irigységből elárulja, hogy látta belenyúlni a kutatásba. Cristina megtudja, hogy állapotos, és teljesen kiborul. |     |                                                    |                     |                           |                                        |                       |

## 8. évad (2011-2012)
| Sor. | Év. | Cím                                           | Rendező             | Író                        | Premier                                | Nézettség    |
| --- | --- | --------------------------------------------- | ------------------- | -------------------------- | -------------------------------------- | ------------ |
| 149. | 1.  | Szabadesés (Free Falling)                     | Rob Corn            | Tony Phelan és Joan Rater  | 2011. szeptember 22. 2013. január 29.  | 10,38 millió |
| A városban beszakad az utca az emberek és a kocsik alatt, tömegesen érkeznek a sérültek. A hangulatot tovább rontja, hogy a két házaspár, Derek és Meredith, valamint Christina és Owen házassága a csőd szélére került, különköltöztek egymástól. |     |                                               |                     |                            |                                        |              |
| 150. | 2.  | Bizonytalansági tényezők (She's Gone)         | Tony Phelan         | Debora Cahn                | 2011. szeptember 22. 2013. február 5.  | 10,38 millió |
| A gyámügyi hivatal munkatársa megteszi az általa szükségesnek vélt lépéseket, miután rájön, hogy Meredith és Derek nem élnek együtt. A kis Zolát ideiglenesen elveszik tőlük, míg tisztázódik a helyzet. Alex rájön, hogy mindenki árulóként tekint rá, amiért felfedte Meredith tettét, s ami miatt elvesztette Meredith az állását a Grace klinikán. Cristina nagyon határozott a gyerekvállalás ügyében. Richard magára vállalja a kutatási eredmények meghamisítását, így Meredith visszatérhet a klinikára. |     |                                               |                     |                            |                                        |              |
| 151. | 3.  | Meglepő döntés (Take the Lead)                | Chandra Wilson      | William Harper             | 2011. szeptember 29. 2013. február 12. | 10,20 millió |
| Cristina és Owen megpróbálják normális mederbe terelni a házasságukat, ám korántsem olyan egyszerű. Owen mindent elkövet, hogy elfogadja felesége döntését, de képtelen beletörődni. Meredith visszakerül a klinikára, Derek azonban nem áll mellé. Avery sikere alaposan aláássa a vezető rezidens, April tekintélyét, aki továbbra is küzd a szerepével. |     |                                               |                     |                            |                                        |              |
| 152. | 4.  | Pasik a pácban (What Is It About Men)         | Tom Verica          | Stacy McKee                | 2011. október 6. 2013. február 19.     | 8,70 millió  |
| Owen nehezen birkózik meg a vezetői feladatokkal, sokkal szívesebben töltené az idejét a műtőben, mint az irodában a papírok között. Derek az építkezésbe menekül a szakmai és magánéleti válság elől. Végül több kollégája is követi őt, és lassan egy egész brigád dolgozik már a házon. Bailey haragszik Meredith-re, őt okolja Webber lemondásáért, és még csak véletlenül sem könnyíti meg Owen dolgát. |     |                                               |                     |                            |                                        |              |
| 153. | 5.  | Orvosdinasztia (Love, Loss and Legacy)        | Stephen Cragg       | Denise Hahn                | 2011. október 13. 2013. február 26.    | 9,97 millió  |
| Avery különösen nehéz helyzetbe kerül a klinikán, amikor édesanyja egy rendkívüli esethez keres orvosokat. A profizmusáról híres doktornő alaposan kiosztja a személyzetet, különösen Sloant, akit kezdetben lenéz a plasztika miatt. Jackson a biztonság kedvéért még a városból is elküldi Lexie-t, attól tartva, hogy anyja elüldözi mellőle. A kis Zola súlyos állapotban kerül a kórházba, ám a gyámhivatal miatt nem szólhatnak Meredithnek és Dereknek.                                                   |     |                                               |                     |                            |                                        |              |
| 154. | 6.  | Pókerarc (Poker Face)                         | Kevin McKidd        | Peter Nowalk               | 2011. október 20. 2013. március 5.     | 9,54 millió  |
| Meredith és Derek látszólag kibékültek, akárcsak tükörképeik, Cristina és Owen. Az igazság azonban az, hogy mind a négyen elhallgatják sérelmeiket a békesség kedvéért. Bailey átveszi Webber kísérletét Avery és April segítségével, ám hamarosan zsákutcába jutnak. Webber titokban Meredith-től kér segítséget. |     |                                               |                     |                            |                                        |              |
| 155. | 7.  | Csapatépítés (Put Me In, Coach)               | Debbie Allen        | Jeannine Renshaw           | 2011. október 27. 2013. március 12.    | 9,93 millió  |
| A klinika dolgozói csapatversenyre készülnek, ám egyikük sem egy nagy szám, ha baseballozni kell. Owen azonnal kap az alkalmon, amikor kiderül, hogy Altman férje, Henry kiváló játékos, ezért azonnali hatállyal felveszi maga mellé asszisztensnek. Karev mindent elkövet, hogy Meredith és Derek visszakapják Zoét, még a bírót is megkörnyékezi az ügy érdekében. |     |                                               |                     |                            |                                        |              |
| 156. | 8.  | A szív csodái (Heart-Shaped Box)              | Jessica Yu          | Austin Guzman              | 2011. november 3. 2013. március 19.    | 9,52 millió  |
| Averyt annyira megviseli Lexie-vel való kapcsolata, hogy úgy dönt, nem dolgozik tovább Markkal. Mark értetlenül áll a döntés előtt, és életében először érzi úgy, hogy egy rezidens miatt komoly veszteség éri. Bailey mindent elkövet, hogy nehéz legyen az együttműködés Meredith-szel, aki ennek ellenére is hatalmas segítségnek bizonyul. |     |                                               |                     |                            |                                        |              |
| 157. | 9.  | Sötét éjszaka (Dark Was the Night)            | Allison Liddi-Brown | Debora Cahn                | 2011. november 10. 2013. március 26.   | 11,29 millió |
| Henry, Teddy férje váratlanul rosszul lesz, a klinikára kerül, ahol megállapítják, hogy egy tumor miatt sürgős sebészeti műtétre van szükség. Richard és Owen nem járulnak hozzá, hogy Teddy végezze az életmentő beavatkozást, ami Henry életébe kerülhetne. A három orvos úgy dönt, hogy a beteg kilétét eltitkolva Cristina vezesse az operációt. Meredith és Alex balesetet szenvednek egy mentőautóban. Callie-t és Jacksont vádak érik egy korábban elvégzett gerincműtét szövődményeivel kapcsolatban.    |     |                                               |                     |                            |                                        |              |
| 158. | 10. | Sodrásban (Suddenly)                          | Ron Underwood       | Stacy McKee                | 2012. január 5. 2013. április 2.       | 12,12 millió |
| Lexy egy közös műtét során megismerkedik Sloan barátnőjével, aki kiváló szemésznek bizonyul. Meredith és Alex megmentik a koraszülöttet, az autóbalesetet szenvedett család felnőtt tagjait azonban nem sikerül újraéleszteni. Cristina nem bírja tovább, és bevallja Teddynek, hogy a férje már több órája halott. |     |                                               |                     |                            |                                        |              |
| 159. | 11. | A pillanat varázsa (This Magic Moment)        | Steve Robin         | Zoanne Clack               | 2012. január 12. 2013. április 9.      | 10,71 millió |
| Sziámi ikrek érkeznek a klinikára. Hatalmas verseny alakul ki az orvosok között a több fordulós műtéten való részvételért. Alex kezéből minden lehetőség kicsúszik, és a nagymenő kénytelen belátni, hogy egy könnyen rászedhető pancser. Miranda mindent elkövet, hogy a magánéletét a kórházon kívül hagyja, de nem jár sikerrel. |     |                                               |                     |                            |                                        |              |
| 160. | 12. | Reménysugár (Hope for the Hopeless)           | Mark Jackson        | Peter Nowalk               | 2012. január 19. 2013. április 16.     | 9,42 millió  |
| Nagy ünnepségre készül a kórház, Richard az egyetlen olyan orvos, aki megérte a tízezredik műtétjét. Owen figyelmezteti Meredith-t, hogy itt az ideje a választásnak, el kell döntenie végre, hogy melyik szakirányt választja. Cristina és Teddy a szabályok kijátszásával átvesznek egy súlyos szívműtétet Alextől. |     |                                               |                     |                            |                                        |              |
| 161. | 13. | Mi lett volna, ha? (If/Then)                  | Jeannot Szwarc      | William Harper             | 2012. február 2. 2013. április 23.     | 9,71 millió  |
| Meredith álmában megfordul a világ. Épp Alexhez készül férjhez menni, míg Derek Adisonnal gyermeket várnak. Torres három közös gyermeket nevel Owennel, míg Cristinát kiközösíti a teljes személyzet. Az élet azonban itt is visszarendezi a kapcsolatokat a maga különös, mágikus módján. |     |                                               |                     |                            |                                        |              |
| 162. | 14. | A szerelmesek napja (All You Need Is Love)    | Rob Corn            | Jeannine Renshaw           | 2012. február 9. 2013. április 30.     | 10,27 millió |
| Egy autós váratlanul behajt a klinikára és kis híján elgázolja Cristinát. Owen az utolsó pillanatban rántja el, ám még egy ilyen megrázó pillanat is kevés ahhoz, hogy kibéküljenek. Sőt Owen szeretne véget vetni a házasságuknak. Lexie elvállalja a kis Zoe felügyeletét, és hogy ne zavarja Meredith és Derek románcát, a kislánnyal felkeresi Torrest. Ott azonban Mark és Jackson várja. |     |                                               |                     |                            |                                        |              |
| 163. | 15. | Az utolsó pillanat (Have You Seen Me Lately?) | Tony Phelan         | Austin Guzman              | 2012. február 16. 2013. május 7.       | 8,31 millió  |
| Meredith, aki még mindig keresi a maga szakterületét, kap egy lehetőséget Callie-től. Callie egyáltalán nem örül a közös munkának, s nem bízik Meredith-ben, Richard azonban meggyőzi. Cristina és Owen szakember segítségét kérik házasságuk megmentéséhez. |     |                                               |                     |                            |                                        |              |
| 164. | 16. | Társas magány (If Only You Were Lonely)       | Susan Vaill         | Matt Byrne                 | 2012. február 23. 2013. május 14.      | 9,06 millió  |
| Lexie kis időre nyaralni megy a gyerekosztályra, miután több sikertelen műtéten vesz részt Derek oldalán. Alex azonban hamar kiábrándítja, amikor egy koraszülött műtétjéhez hívja asszisztálni. Teddy alaposan leszerepel kutatásával a bizottság előtt, ám Owen titokban elintézi neki a támogatást. Richard feleségének az állapota kritikussá válik, kis híján felgyújtja a lakást. Cristina féltékeny lesz egy rezidensre, aki rendszeresen Owen mellé kéri magát.                                          |     |                                               |                     |                            |                                        |              |
| 165. | 17. | Túl nagy lépés (One Step Too Far)             | Ed Ornelas          | William Harper             | 2012. március 15. 2013. május 21.      | 9,62 millió  |
| Cristina nem lát a féltékenységtől, és megvádolja a fiatal nővért, Emilyt. Derek arra kéri Meredith-t, hogy térjen vissza a neurológiára, és dolgozzanak együtt. Averyt megpróbálják csőbe húzni egy fiatal rezidenssel, Mark azonban annyira átlátszó, hogy Avery rájön a turpisságra. Meredith és Lexie magukra maradnak egy agyműtéten, és kivesznek egy olyan tumort, amihez a beteg nem járult hozzá. |     |                                               |                     |                            |                                        |              |
| 166. | 18. | Az oroszlán (The Lion Sleeps Tonight)         | Mark Jackson        | Stacy McKee                | 2012. április 5. 2013. május 28.       | 8,19 millió  |
| Cristina képtelen túltenni magát azon, hogy Owen megcsalta valakivel. Lexie nem tudja eldönteni, hogy valóban szerelmes-e Markba, vagy csak bosszantja a barátnő sikere. Alex hallgat Arizonára, és mindent elkövet, hogy minél távolabb maradjon fiatal kolléganőjétől, akinek az újszülött gyermekét kezelte. |     |                                               |                     |                            |                                        |              |
| 167. | 19. | Védőháló (Support System)                     | Allison Liddi-Brown | Heather Mitchell           | 2012. április 12. 2013. június 4.      | 8,85 millió  |
| Callie és Arizona csajos bulit szervez Teddy számára, de a szervezés komoly nehézségekbe ütközik. Cristina kiborul, amikor megtudja, hogy Owen megcsalta, és képtelen megbocsátani. Amíg Owen a magánéletét rendezi, addig Mark veszi át az irányítást az osztályon, nem kis kavarodást okozva. A rezidensek Lexie fotografikus képességével próbálnak előnyt szerezni a vizsgákhoz. |     |                                               |                     |                            |                                        |              |
| 168. | 20. | A névtelen lány (The Girl with No Name)       | Ron Underwood       | Peter Nowalk               | 2012. április 19. 2013. június 11.     | 9,82 millió  |
| A végzős rezidensek az egész országot beutazzák a jobbnál jobb állásinterjúk miatt. A legnépszerűbb Cristina, akiért minden nívós kórház ringbe száll. Meredith is visszautasíthatatlan ajánlatot kap, egyedül Alexet kerülik el a jó lehetőségek. Hamarosan kiderül, hogy Arizona áll a háttérben, aki minden eszközzel megpróbálja maga mellett tartani a fiatal orvost. Teddy is kétségbe van esve Cristina lehetséges távozása miatt, ezért Owennek könyörög, hogy tartsa vissza.                            |     |                                               |                     |                            |                                        |              |
| 169. | 21. | Az igazság pillanata (Moment of Truth)        | Chandra Wilson      | Zakiyyah Alexander         | 2012. április 26. 2013. június 18.     | 9,45 millió  |
| Mark szeretné, ha Lexie vele dolgozna, amíg Avery vizsgázik. Ez alaposan összezavarja Lexie-t, aki újra szerelmes Markba, de képtelen bevallani neki. April nem tud ellenállni Avery csábításának, és megtörik a jég. Richard magánélete is alaposan felfordul, miután felhagyott Adele látogatásával. Cristina egyre megbocsátóbbnak tűnik Owen félrelépésével kapcsolatban. |     |                                               |                     |                            |                                        |              |
| 170. | 22. | Esélylatolgatás (Let the Bad Times Roll)      | Kevin McKidd        | Matt Byrne                 | 2012. május 3. 2013. június 25.        | 9,24 millió  |
| Alex elkésik a vizsga első részéről, s máris bukásra áll. Meredith legszívesebben megfutamodna, annyira rosszul van, ám nem szeretne gyávának tűnni, és így is vállalja a kihívást. Cristina komoly vitába keveredik a vizsgáztatókkal, akik még soha nem találkoztak ilyen arrogáns orvossal hosszú pályafutásuk során. April teljesen összezavarodik Avery miatt. |     |                                               |                     |                            |                                        |              |
| 171. | 23. | Menjek vagy maradjak? (Migration)             | Stephen Cragg       | Mark Wilding és Jenna Bans | 2012. május 10. 2013. július 2.        | 9,82 millió  |
| Alex alig tudja elhinni, hogy álmai kórháza, a Hopkins érdeklődik utána, és bármit megadna, hogy ott dolgozzon. Richard azt tanácsolja neki, hogy az ajánlatot mutassa meg Owennek is, aki biztos ráígér majd. Cristina megdöbbenve konstatálja, hogy Teddy még a saját állását is átadná neki, csakhogy maradjon. April minden ajánlata elúszik, mert megbukott a vizsgán. |     |                                               |                     |                            |                                        |              |
| 172. | 24. | Repülünk... (Flight)                          | Rob Corn            | Shonda Rhimes              | 2012. május 17. 2013. július 9.        | 11,44 millió |
| Többen is megsérülnek a repülőgép-szerencsétlenségben. Lexie a gép alá szorul, és Mark is súlyos állapotba kerül. Meredith kétségbeesetten keresi Dereket, aki nyomtalanul eltűnt. Egyedül Cristina képes értelmesen gondolkodni és cselekedni, ezért megpróbálja magához téríteni kétségbeesett kollégáit. |     |                                               |                     |                            |                                        |              |

## 9. évad (2012-2013)
| Sor. | Év. | Cím                                                 | Rendező         | Író              | Premier                               | Nézettség    |
| --- | --- | --------------------------------------------------- | --------------- | ---------------- | ------------------------------------- | ------------ |
| 173. | 1.  | Jöttem, láttam, meghaltam (Going Going Gone)        | Rob Corn        | Stacy McKee      | 2012. szeptember 27. 2016. január 19. | 11,73 millió |
| A repülőgép-katasztrófa mindent megváltoztatott. Cristina Minneapolisba költözött, Alex még mindig a Hopkinsra készül. Derek a sérülése után újra próbál műteni, de kudarcot vall. Az orvosok arra készülnek, hogy Markot – kérésének eleget téve – lekapcsolják a gépről és hagyják meghalni. Owen felkeresi Aprilt, hogy visszahívja Seattle-be gyógyítani. Arizona életben maradt, de Callie-nek le kellett vágnia a lábát, hogy megmentse az életét.                                                       |     |                                                     |                 |                  |                                       |              |
| 174. | 2.  | Emlékek fogságában (Remember the Time)              | Tony Phelan     | William Harper   | 2012. október 4. 2016. január 26.     | 10,84 millió |
| A repülőgép-katasztrófa helyszínét láthatjuk, s azt, ahogy az orvosok sérüléseikkel és fájdalmaikkal küzdenek. Közben a Grace klinikán mindenki próbálja a káoszban megtalálni önmagát. Mark elvesztése fájdalmasan érint mindenkit, mert noha magához tér, Richard arra gyanakszik, hogy ez csupán a halált megelőző utolsó éber pillanat. Meredith is felszáll a repülőre, hogy meglátogassa Cristinát. |     |                                                     |                 |                  |                                       |              |
| 175. | 3.  | Döntéskényszer (Love the One You're With)           | Debbie Allen    | Zoanne Clack     | 2012. október 18. 2016. február 2.    | 9,69 millió  |
| A repülőgép-szerencsétlenség túlélőit arra kényszerítik, hogy meghozzanak egy szinte lehetetlen döntést, ami egész további életükre kihat. Közben nő a feszültség April és Jackson között, akik kénytelenek egymás mellett dolgozni. Alex pedig visszafogja magát az egyik gyakornoklánnyal szemben. |     |                                                     |                 |                  |                                       |              |
| 176. | 4.  | Bűntudat (I Saw Her Standing There)                 | Kevin McKidd    | Austin Guzman    | 2012. október 25. 2016. február 9.    | 8,76 millió  |
| Annak tudatában, hogy Derek talán soha többé nem operálhat, Meredith nem beszél neki a munkájáról. Időközben Richard meghívja Dr. Catherine Averyt, hogy segítsen egy bonyolult beavatkozást elvégezni. Arizona küzdelmei láttán Callie-ben és Alexben erősödik a bűntudat. |     |                                                     |                 |                  |                                       |              |
| 177. | 5.  | Küzdelmes napok (Beautiful Doom)                    | Stephen Cragg   | Jeannine Renshaw | 2012. november 8. 2016. február 16.   | 9,26 millió  |
| A két barát, Meredith és Cristina megpróbálnak megbirkózni az élettel és az egyre növekvő felelősséggel. Míg Meredith igyekszik Zoláról gondoskodni, és közben egy őt mélyen érintő esetet megoldani, addig Cristina Dr. Thomasnak asszisztál egy bonyolult szívműtéthez. |     |                                                     |                 |                  |                                       |              |
| 178. | 6.  | Feltépett sebek (Second Opinion)                    | Chandra Wilson  | William Harper   | 2012. november 15. 2016. február 23.  | 8,84 millió  |
| Miközben az orvosok folytatják a pereskedést, szembe kell nézniük sérüléseik súlyosságával. Bailey behúzza a csőbe Arizonát egy eset kapcsán, ezzel gyakorlatilag sikerül kirángatnia a depressziójából. Cristina pedig próbálja megtalálni a normalitást a hétköznapokban. |     |                                                     |                 |                  |                                       |              |
| 179. | 7.  | Egymásnak teremtve (I Was Made for Lovin' You)      | Laura Innes     | Peter Nowalk     | 2012. november 29. 2016. március 1.   | 8,95 millió  |
| Owen figyelmezteti az orvosokat, hogy Arizona feltehetően megjelenik a kórházban, és semmiképp ne kezdjenek sajnálkozni rajta. Callie megbízza Heathert, hogy észrevétlenül kövesse egy kerekesszékkel. Baileyt bosszantja, hogy Ben nagy karácsonyi esküvőt akar. Derek és Callie folyamatosan konzultálnak, hogy lehetne helyrehozni a férfi kezét, hogy újra műthessen. |     |                                                     |                 |                  |                                       |              |
| 180. | 8.  | A szerelem erejével (Love Turns You Upside Down)    | Mark Jackson    | Stacy McKee      | 2012. december 6. 2016. március 8.    | 9,10 millió  |
| Josephine és Alex együtt dolgoznak egy eseten, és a lány rájön, hogy téves kép alakul ki róla az emberekben. Elmondja Alexnek, hogy egyáltalán nem hercegnő, és a semmiből küzdötte fel magát, hogy orvos lehessen. Miután Callie elmondja, hogy egy donor ideggel helyre tudná hozni Derek kezét, Meredith megbízza Heathert, hogy telefonálgasson Derek testvéreinek, ám a férfi hallani sem akar róla. |     |                                                     |                 |                  |                                       |              |
| 181. | 9.  | Fuss, ha tudsz! (Run, Baby, Run)                    | Rob Corn        | Debora Cahn      | 2012. december 13. 2016. március 22.  | 8,17 millió  |
| Míg a többi orvos Bailey esküvőjére készülődik, addig Richard igyekszik őt az esküvői izgalmak közt megnyugtatni. Lizzie és Meredith próbálnak dűlőre jutni egymással, Callie és Jackson pedig megpróbálják rávenni Dereket egy kockázatos, ámde sokat ígérő műtétre. |     |                                                     |                 |                  |                                       |              |
| 182. | 10. | Kimondott szavak (Things We Said Today)             | Ron Underwood   | Austin Guzman    | 2013. január 10. 2016. március 29.    | 9,34 millió  |
| Bailey az esküvőjéről siet a helyszínre, hogy megmentse Adele Webber életét. Cristina és Owen válása folyamatban van, miközben Arizona és Callie próbálnak újra egymásra találni. Mindeközben a kórházat egy tömeges motoros baleset sérültjei árasztják el. |     |                                                     |                 |                  |                                       |              |
| 183. | 11. | Kezdet és vég (The End is the Beginning is the End) | Cherie Nowlan   | Joan Rater       | 2013. január 17. 2016. április 5.     | 8,80 millió  |
| Meredith, Derek, Cristina és Arizona híreket kapnak a repülőgép-katasztrófa kapcsán indított perről. Adele halála után Richard elutasítja Catherine közeledését, Jackson pedig átveszi Sloan egyik régi betegét. Időközben Derek keze gyógyulásnak indul. |     |                                                     |                 |                  |                                       |              |
| 184. | 12. | Álom és valóság (Walking on a Dream)                | Rob Hardy       | Tia Napolitano   | 2013. január 24. 2016. április 12.    | 9,01 millió  |
| A Grace klinika komoly változások elé néz, ugyanis a baleset sérültjeinek kártalanítása nehéz anyagi helyzetbe hozza a kórházat. Arizona fantom végtag fájdalmakkal küszködik, a terhességi hormonokkal kínlódó Meredith pedig kénytelen szembenézni legnagyobb félelmével. |     |                                                     |                 |                  |                                       |              |
| 185. | 13. | Rossz vér (Bad Blood)                               | Steve Robin     | Jeannine Renshaw | 2013. január 31. 2016. április 19.    | 8,93 millió  |
| Derek és April mindent bevetnek, hogy megmentsék a sürgősségi osztályt. Eközben Cristina és Leah egy fiatal fiú életéért küzdenek, aki nem kaphat vérátömlesztést, mert Jehova tanúja, és szülei nem engedik, hogy idegen vért kapjon. Alana részt vesz egy műtéten, ami után úgy tűnik, más szemekkel néz a bezárásra ítélt sürgősségi osztályra. |     |                                                     |                 |                  |                                       |              |
| 186. | 14. | A változás szele (The Face of Change)               | Rob Greenlea    | Stacy McKee      | 2013. február 7. 2016. április 26.    | 8,91 millió  |
| Egy fotós mindenhová követi Alexet és Jacksont, mert a kórház vevője, a Pegasus Befektetési Társaság arcot szeretne adni a kórháznak. Egy tini nemváltó műtétjére váratlanul megérkezik az apja, nem kis bosszúságot okozva az orvosoknak. April titokban becsempész egy beteget a bezárt sürgősségi osztályra. Az orvosok az új szabályokat kijátszva megmentik a beteg életét. Callie és Richard ellátogatnak inkognitóban egy másik, Pegasus által működtetett kórházba, hogy megtudják, mi vár rájuk.      |     |                                                     |                 |                  |                                       |              |
| 187. | 15. | Mentőakció (Hard Bargain)                           | Tony Phelan     | William Harper   | 2013. február 14. 2016. május 3.      | 8,57 millió  |
| A Pegasus által bevezetett új módszerek egyáltalán nem nyerik el az orvosok tetszését. A nővérek közül sokan felmondanak. A repülőszerencsétlenség túlélőinek merész ötletük támad, hogy mihez kezdjenek a kártérítésként kapott milliókkal. Derek pénzügyi szakértője kivitelezhetőnek találja a tervet. |     |                                                     |                 |                  |                                       |              |
| 188. | 16. | Versenyben az idővel (This Is Why We Fight)         | Jeannot Szwarc  | Austin Guzman    | 2013. február 21. 2016. május 10.     | 8,75 millió  |
| A repülőgép-szerencsétlenség túlélői kétségbeesett harcot folytatnak az idővel, hogy vevőt találjanak a kórházra, még mielőtt a Pegasus-szerződést. A kórház személyzete, orvosok, nővérek, gyakornokok, aggódva néznek a jövő elé, sokan más kórházaknál próbálnak munkát találni. Jacksont folyamatosan győzködi anyja, hogy költözzön Bostonba. |     |                                                     |                 |                  |                                       |              |
| 189. | 17. | Káosz (Transplant Wasteland)                        | Chandra Wilson  | Zoanne Clack     | 2013. március 14. 2016. május 17.     | 8,20 millió  |
| A kialakult helyzetben mindenki nagyon feszült. A változások aggodalommal töltik el az orvosokat, ezért minden apró-cseprő ügyön egymás torkának esnek. A helyzeten csak ront, hogy Owen megelégelve a civakodást, felmond. A Harper Avery Alapítvány beszáll a Grace klinika megvásárlásába. |     |                                                     |                 |                  |                                       |              |
| 190. | 18. | Új kezdet (Idle Hands)                              | David Greenspan | Gabriel Llanas   | 2013. március 21. 2016. május 25.     | 9,39 millió  |
| A Harper Avery Alapítvány megveszi a Grace klinikát, a szerencsétlenséget túlélő orvosok az igazgatótanács tagjai lesznek. Kissé meglep mindenkit, hogy az Alapítvány Jacksont teszi meg igazgatónak. Meredith születendő babája egészsége miatt aggódik. Bailey megpróbál újításokat kieszközölni az új vezetéstől. Arizona új protézise visszaadja az önbizalmát, és lát reményt arra, hogy helyreálljon kapcsolata Callie-vel. Alex egy kis beteg segítségével borsot tör Josephine új barátjának orra alá. |     |                                                     |                 |                  |                                       |              |
| 191. | 19. | Anyai ösztön (Can't Fight This Feeling)             | Mark Jackson    | Meg Marinis      | 2013. március 28. 2016. június 1.     | 9,02 millió  |
| Egy tartálykocsi felrobbanása után sok sérült érkezik a sürgősségire. Köztük egy család, ahol mindkét szülő súlyosan sérült. Owen próbál gondoskodni kisfiukról. Matthew, April mentős szerelme szintén megég a balesetben. Egy egyedülálló anya körmeszakadtáig harcol azért, hogy elhiggyék, gyermekének valami betegsége van. Meredith az egyetlen, aki hisz neki, és a végére jár a dolognak. |     |                                                     |                 |                  |                                       |              |
| 192. | 20. | Fertőzés (She's Killing Me)                         | Nicole Rubio    | Debora Cahn      | 2013. április 4. 2016. június 8.      | 8,58 millió  |
| Két szíriai orvos érkezik tanulmányútra a klinikára. Az orvosok az új módszereket szeretnék bemutatni nekik, ám nagyon hamar kiderül, hogy modern eszközök, gyógyszerek, és néha áram nélkül kell operálniuk, ezért a klinika orvosainak alkalmazkodniuk kell a körülményekhez a bemutató módszerek során. Több beteg is visszatér a kórházba súlyos műtét utáni fertőzés után. Mint kiderül, mindegyiküket ugyanaz az orvos műtötte meg.                                                                      |     |                                                     |                 |                  |                                       |              |
| 193. | 21. | Törés (Sleeping Monster)                            | Bobby Roth      | Bronwyn Garrity  | 2013. április 25. 2016. június 15.    | 8,24 millió  |
| Jackson kérésére a járványügy felügyelői megszállják a klinikát, és nyomozni kezdenek a műtét utáni fertőzések ügyében. Doktor Baileyt eltiltják attól, hogy a betegek közelébe menjen. April Jacksont okolja, amiért tönkrement a kapcsolata Matthew-val. Alex megpróbál kedves lenni Jo barátjával, de olyasmit oszt meg vele, ami törést okoz Jason és Josephine kapcsolatában. Owen mindent elkövet, hogy Ethan ne adja fel a reményt.                                                                     |     |                                                     |                 |                  |                                       |              |
| 194. | 22. | Vannak még csodák (Do You Believe in Magic)         | Kevin McKidd    | Dan Bucatinsky   | 2013. május 2. 2016. június 22.       | 8,87 millió  |
| Egy bűvész asszisztensét szállítják be a sebészetre, aki egy szerencsétlen figyelmetlenség miatt gyakorlatilag kettéfűrészelte feleségét a színpadon. Az összes sebész a betegre koncentrál, kivéve Baileyt, aki nem hajlandó kijönni a laborból és részt venni a sebészi munkákban. Cristina mindent megpróbál, hogy felébressze Ethan apját a kómából. Owen egyre jobban kötődik a kisfiúhoz. Alex mindent elkövet, hogy elkerülje Josephine-t. Arizonával pedig egy vendég sebésznő flörtöl.                |     |                                                     |                 |                  |                                       |              |
| 195. | 23. | A vihar szele (Readiness is All)                    | Tony Phelan     | Bill Harper      | 2013. május 9. 2016. június 29.       | 8,97 millió  |
| Hatalmas vihar közeledik, a betegek jó részét más kórházakba szállítják, mert a vihar az előrejelzések szerint pont a klinikára csap le. Jason kritikus állapotban kerül kórházba, és Alex mindent elkövet, hogy megvédje Josephine-t. Mindenki arra gyanakszik, hogy Alexnek köze van Jason megveréséhez, ám Josephine önvédelemből cselekedett. |     |                                                     |                 |                  |                                       |              |
| 196. | 24. | A vihar szeme (Perfect Storm)                       | Rob Corn        | Stacy McKee      | 2013. május 16. 2016. július 6.       | 8,99 millió  |
| Egy busz felborul, és Jackson kis híján az életét veszti, amikor egy kislányt próbál kiszabadítani a roncsból. April csaknem beleőrül az aggodalomba. Meredithnél beindul a szülés. A kórház áram nélkül marad, Cristina sötétben kénytelen elvégezni egy műtétet. Alex, Arizona és Lauren próbálják megnyugtatni a pánikba esett szülőket, amikor a csecsemőosztályon leállnak az inkubátorok. |     |                                                     |                 |                  |                                       |              |

## 10. évad (2013-2014)
| Sor. | Év. | Cím                                                                                       | Rendező         | Író                      | Premier                                | Nézettség   |
| --- | --- | ----------------------------------------------------------------------------------------- | --------------- | ------------------------ | -------------------------------------- | ----------- |
| 197. | 1.  | Megpecsételődött a sorsunk (Seal Our Fate)                                                | Rob Corn        | Joan Rater               | 2013. szeptember 26. 2017. március 8.  | 9,27 millió |
| A Seattle felett tomboló vihar továbbra sem nyugszik, és egy sárcsuszamlás következtében számos tűzoltó, rendőr és civil szenved el súlyos sérüléseket. A Grace klinika orvosai, rezidensei és nővérei egy újabb kemény műszakra számíthatnak, akik már így is erőn felül kénytelenek teljesíteni, a korábbi áramkimaradásos műszak miatt.                                                 |     |                                                                                           |                 |                          |                                        |             |
| 198. | 2.  | Maradj velem! (I Want You With Me)                                                        | Chandra Wilson  | Debora Cahn              | 2013. szeptember 26. 2017. március 15. | 9,27 millió |
| Bailey és Hunt megpróbálják megtalálni az elhalt szövetet Richard mellkasában, közben Catherine megérkezik a kórházba, azonnal azt követeli, hogy fejezzék be a műtétet. Heather halála mindenkit felkavar, de a súlyos esetek egyre csak érkeznek a sürgősségire. Callie nagyon nehéz döntés meghozatala előtt áll.                                                                       |     |                                                                                           |                 |                          |                                        |             |
| 199. | 3.  | Kegyelmet kérünk! (Everybody's Crying Mercy)                                              | Tony Phelan     | Tia Napolitano           | 2013. október 3. 2017. március 22.     | 9,60 millió |
| Richard nagyon megnehezíti a kezelését, nem engedi, hogy a szokásos protokoll szerint járjanak el az orvosai, Bailey pedig enged neki. Jo végre készen áll arra, hogy Alex-szel szorosabbra fűzze a kapcsolatát, ám a férfi nem kezdeményez. Meredith és Derek nagyon fáradtak a gyerekek miatt, Callie segítsége nagyon jól jön nekik. Avery és Hunt összekapnak egy probono ügy kapcsán. |     |                                                                                           |                 |                          |                                        |             |
| 200. | 4.  | Kiöltözve (Puttin' on the Ritz)                                                           | Rob Corn        | Austin Guzman            | 2013. október 10. 2017. március 29.    | 8,79 millió |
| A kórház anyagi helyzete megköveteli, hogy Hunt és Avery szokatlan pénzforrási lehetőségek után nézzen, ezért kitalálják, hogy adománygyűjtő bált rendeznek. Avery még azt is meglebegteti az orvosok között, hogy amelyik osztály a legtöbb bevételt szerzi, megkapja az összeg egy jelentős részét. Meredith, Christina, Alex és Derek is igyekszik a legjobb formáját hozni.            |     |                                                                                           |                 |                          |                                        |             |
| 201. | 5.  | Súlyos csípés (I Bet It Stung)                                                            | Mark Jackson    | Jeannine Renshaw         | 2013. október 17. 2017. április 5.     | 8,78 millió |
| Meredith, Derek és Callie hármasa annyira jól működik, hogy mindhárman azt hiszik, hogy gond nélkül belevethetik magukat a munkába. Karev nem bírja rászánni magát, hogy beszéljen az apjával. Edwards izgul, mert Avery be akarja mutatni az édesanyjának. Richard állapota lassan javul.                                                                                                 |     |                                                                                           |                 |                          |                                        |             |
| 202. | 6.  | A mi térképünk (Map of You)                                                               | David Greenspan | William Harper           | 2013. október 24. 2017. április 12.    | 8,73 millió |
| Meredith nagyon nehezen választ magának kutatási területet. Mindenki azt javasolja, hogy folytassa az anyja által megkezdett projektet, ám egy véletlen folytán ennél sokkal izgalmasabbtémát talál. Derek és Callie egy régi kedves betegüktől kell, hogy elbúcsúzzanak. Alex rászánja magát, hogy találkozzon az apjával.                                                                |     |                                                                                           |                 |                          |                                        |             |
| 203. | 7.  | Thriller (Thriller)                                                                       | Cherie Nowlan   | Gabriel Llanas           | 2013. október 31. 2017. április 19.    | 8,94 millió |
| Halloween közeledtével a Grace Klinikán egyre különösebb esetekkel kell az orvosoknak megküzdenie. Richard azt szeretné, ha az egyik másodéves végezne el rajta egy rutinműtétet, ám Bailey minden erejével tiltakozik ez ellen. |     |                                                                                           |                 |                          |                                        |             |
| 204. | 8.  | Ketten egy ellen (Two Against One)                                                        | Kevin McKidd    | Meg Marinis              | 2013. november 7. 2017. április 26.    | 8,68 millió |
| Megérkezik a 3D-s nyomtató Meredith kutatási projektjéhez, mindenki nagyon várja, hogy bemutassa az első szervet, amit az eszközzel készít. Callie interjúztatja Emmát, Hunt barátnőjét, akit Arisona ajánl a csapatba. Ben az első napján közös műtőbe kerül Bailey-vel, ahol aggasztó dolgot vesz észre.                                                                                 |     |                                                                                           |                 |                          |                                        |             |
| 205. | 9.  | Nehéz bocsánatkérés (Sorry Seems to be the Hardest Word)                                  | Jeannot Szwarc  | Stacy McKee              | 2013. november 14. 2017. május 3.      | 8,56 millió |
| Megkezdődik Callie műhibapere, a kollégák nem akarják magára hagyni, ezért mindig vele van valaki a tárgyalóban közülük. Rettenetesen megviseli a doktornőt a visszaemlékezés, és az sem segít, hogy egyre több bizonyíték szól ellene. |     |                                                                                           |                 |                          |                                        |             |
| 206. | 10. | Egy régi ismerős (Somebody That I Used to Know)                                           | Debbie Allen    | Debora Cahn              | 2013. november 21. 2017. május 10.     | 8,61 millió |
| Ben nagyon aggódik, mert egyre több furcsa tünetet vesz észre Mirandán. Callie és Arizona igyekeznek, hogy helyrehozzák a kapcsolatukat, hosszú idő után ismét közös műtőbe kerülnek. Christina Karevvel próbálja megbeszélni a magánéleti gondjait, amik legfőképpen Owen új barátnője miatt vannak.                                                                                      |     |                                                                                           |                 |                          |                                        |             |
| 207. | 11. | Ember a Holdon (Man on the Moon)                                                          | Bobby Roth      | Elizabeth J. B. Klaviter | 2013. december 5. 2017. május 17.      | 7,02 millió |
| Richard végre elhagyhatja a kórházat, megköszöni Baileynek a segítségét. Kepner lánybúcsúja nem zajlik minden kellemetlenség nélkül, főleg, amikor a testvérei megismerik Averyt. Karev apja megjelenik a klinikán és Jo segítségét kéri, mielőtt összeesik. Meredith és Christina is forradalmi műtétre készülnek, ám a szakma csak az egyikőjük eljárására kiváncsi.                     |     |                                                                                           |                 |                          |                                        |             |
| 208. | 12. | Álljunk fel! (Get Up, Stand Up)                                                           | Tony Phelan     | William Harper           | 2013. december 12. 2017. május 24.     | 8,36 millió |
| Meredith és Christina között a kutatás újabb vitákat szít. Ben azon gondolkozik, hogy visszaköltözik Seattle-be. Derek egy sorsfordító telefonhívást kap. |     |                                                                                           |                 |                          |                                        |             |
| 209. | 13. | Vond vissza! (Take It Back)                                                               | Rob Corn        | Austin Guzman            | 2014. február 27. 2017. május 31.      | 9,42 millió |
| Az orvosoknak szembe kell nézniük az April esküvőjén történtekkel. Meredith elárulva érzi magát Derek ígérete miatt. Alex őrjöng, miután visszatér a kórházba és új híreket kap édesapjáról. Arizona és Callie meghozzák a döntést, hogy együtt maradnak, vagy külön folytatják tovább. Közben Bailey rájön, hogy tévedett abban, mi miatt tért vissza Ben Seattle-be.                     |     |                                                                                           |                 |                          |                                        |             |
| 210. | 14. | Szeress Titokban! (You've Got to Hide Your Love Away)                                     | Ron Underwood   | Tia Napolitano           | 2014. március 6. 2017. június 7.       | 8,21 millió |
| A Grace Klinika alkalmazottai pánikba esnek az új kórházi szabályzat miatt. Owen és Emma a jövőről beszélgetnek, Meredith és Christina a sok vita után egy igazi csajos programot szerveznek maguknak. Richard megkérdezi a rezidenseket, van-e kedvük részt venni egy rákkutatásban. |     |                                                                                           |                 |                          |                                        |             |
| 211. | 15. | Dobj el mindent! (Throwing it All Away)                                                   | Chris Hayde     | William Harper           | 2014. március 13. 2017. június 14.     | 7,36 millió |
| Arizona szörnyű következményeknek néz elébe, miután egy páciensének kettős amputációt javasol. Derek megszegi a Meredith-nek tett ígéretét. Stephanie és Jo egy magára hagyott bébit találnak. Az új kórházi szabályzatnak köszönhetően néhányan alkalmazottat felfüggesztenek. |     |                                                                                           |                 |                          |                                        |             |
| 212. | 16. | Ki kell jutnunk innen! (We Gotta Get Out of This Place)                                   | Susan Vaill     | Jeannine Renshaw         | 2014. március 20. 2017. június 21.     | 8,09 millió |
| Richardot születésnapja alkalmából egy ritka esettel örvendezteti meg Bailey. Catherine Avery visszatér, hogy beszéljen Jacksonnal a házassága kapcsán. |     |                                                                                           |                 |                          |                                        |             |
| 213. | 17. | Tudjuk? (Do You Know?)                                                                    | Chandra Wilson  | Stacy McKee              | 2014. március 27. 2017. június 28.     | 8,42 millió |
| Chrisitna elképzeli milyen drámai fordulatokat vehet az élete akár egy egyszerű döntésnek köszönhetően is. |     |                                                                                           |                 |                          |                                        |             |
| 214. | 18. | Mindenki beteg (You Be Illin')                                                            | Nicole Rubio    | Zoanne Clack             | 2014. április 3. 2017. július 5.       | 8,28 millió |
| A kórház dolgozói közt egy vírus terjed el. Christina egy bonyolult eseten dolgozik, Alex pedig a karrierjéről gondolkodik. |     |                                                                                           |                 |                          |                                        |             |
| 215. | 19. | Én nyerek (I'm Winning)                                                                   | Kevin McKidd    | Joan Rater               | 2014. április 10. 2017. július 12.     | 8,18 millió |
| Meredith és Bailey irigykedik Christinara, akinek élete egy csapásra megváltozhat egy kora reggeli telefonhívás miatt. Alex döntést hoz karrierje kapcsán. |     |                                                                                           |                 |                          |                                        |             |
| 216. | 20. | Egyedül (Go It Alone)                                                                     | Mark Jackson    | Lauren Barnett           | 2014. április 17. 2017. július 19.     | 8,45 millió |
| Callie és Arrizona még egy gyereket terveznek. Derek nehezen találja az egyensúlyt a munkája és a magánélete között. Jackson és April összevesznek, míg Christina a díjátadón vesz részt. |     |                                                                                           |                 |                          |                                        |             |
| 217. | 21. | Szívügyek (Change of Heart)                                                               | Rob Greenlea    | Meg Marinis              | 2014. április 24. 2017. július 26.     | 7,99 millió |
| Derek testvére, Amelia látogatóba jön. Alex bejelenti döntését. Catherine elmondja az igazságot Harper Averyről Dr. Webbernek. |     |                                                                                           |                 |                          |                                        |             |
| 218. | 22. | Mi már soha nem leszünk együtt (We Are Never Ever Getting Back Together)                  | Rob Corn        | Joan Rater               | 2014. május 1. 2017. augusztus 2.      | 8,81 millió |
| Az orvosok együtt dolgoznak egy a fejüknél összenőtt testvérpár szétválasztásán. Christina elutazik, hogy leszámoljon a múltjával. |     |                                                                                           |                 |                          |                                        |             |
| 219. | 23. | Bármit csinálok, rosszul sül el (Everything I Try to Do, Nothing Seems to Turn Out Right) | Bill D'Elia     | Austin Guzman            | 2014. május 8. 2017. augusztus 9.      | 7,95 millió |
| Baileyt számon kérik viselkedése miatt. Christina keresi Dr. Russel utódját. |     |                                                                                           |                 |                          |                                        |             |
| 220. | 24. | Félelem az ismeretlentől (Fear (of the Unknown))                                          | Tony Phelan     | William Harper           | 2014. május 15. 2017. augusztus 16.    | 8,92 millió |
| Christina nem maradhat tovább, de nincs felkészülve rá, hogy hátrahagyjon mindent. Egy robbanás miatt a kórházba tömegesen érkeznek a sérültek. |     |                                                                                           |                 |                          |                                        |             |

## 11. évad (2014-2015)
| Sor. | Év. | Cím                                                      | Rendező          | Író                     | Premier                                | Nézettség   |
| --- | --- | -------------------------------------------------------- | ---------------- | ----------------------- | -------------------------------------- | ----------- |
| 221. | 1.  | Elveszni a szélben (I Must Have Lost it on the Wind)     | Kevin McKidd     | Stacy McKee             | 2014. szeptember 25. 2018. március 28. | 9,81 millió |
| Dr. Yang megüresedett helyére Bailey pályázik, ám Cristina Alexre hagyja posztját. Derek Washingtonba készül, de Meredith nem akarja elhagyni a várost. Egy haldokló férfi diagnózisán Dr. Grey és Dr. Pierce hajbakapnak, aminek meg is lesz a súlyos következménye a műtőben. Callie és Arizona fontolóra veszik a béranyaság lehetőségét. |     |                                                          |                  |                         |                                        |             |
| 222. | 2.  | Nehéz rejtvények (Puzzle With a Piece Missing)           | Rob Corn         | William Harper          | 2014. október 2. 2018. április 4.      | 9,15 millió |
| Maggie újoncként próbál beilleszkedni a kórház mindennapjaiba, de a Meredith-szel való konfliktusa, és kiállhatatlan viselkedése megnehezíti ezt. Amelia igyekszik segíteni a lánynak és oldani a feszültséget közte és Meredith között. Egy idős nő halálesete segít a nővéreknek egy rövid időre közelebb kerülni.                         |     |                                                          |                  |                         |                                        |             |
| 223. | 3.  | Mi az igazság? (Got to Be Real)                          | Rob Corn         | Zoanne Clack            | 2014. október 9. 2018. április 11.     | 8,48 millió |
| Owen elkíséri Callie-t a Veteránok Kórházába, hogy a doktornő új esélyt adjon a végtagjukat elvesztett katonáknak. Meredith még mindig nem bocsát meg Dereknek, és Alexre támaszkodik, amit Jo nehezményez. Maggie megtudja, hogy ki az igazi apja. Eldől, hogy Baley vagy Karev nyeri el Cristina régi helyét.                              |     |                                                          |                  |                         |                                        |             |
| 224. | 4.  | Csak anya tudja (Only Mama Knows)                        | Nicole Rubio     | Mark Driscoll           | 2014. október 16. 2018. április 18.    | 8,43 millió |
| Meredith számára új dolgok kerülnek napvilágra anyjával és Richarddal kapcsolatban. Maggie váratlan bejelentést tesz, és Meredith-tól várnak megoldást a problémára. Alexnek új feladatokkal kell megbirkóznia. |     |                                                          |                  |                         |                                        |             |
| 225. | 5.  | Hajlik vagy törik? (Bend & Break)                        | Jesse Bochco     | Meg Marinis             | 2014. október 23. 2018. április 25.    | 8,62 millió |
| Callie és Arizona házassági problémáikat igyekeznek megoldani egy terapeuta segítségével, aki 30 napos szünetet javasol nekik. Ez alatt az idő alatt Arizona abba öli energiáit, hogy lenyűgözze Dr. Hermant, Callie pedig különös kapcsolatot alakít ki Meredith-szel.                                                                      |     |                                                          |                  |                         |                                        |             |
| 226. | 6.  | El se kezdjük! (Don't Let's Start)                       | Rob Greenlea     | Austin Guzman           | 2014. november 6. 2018. május 2.       | 8,08 millió |
| Egy nő súlyos sérülésekkel kerül be a kórházba, Dr. Hunt kiemelt figyelmet fordít rá, mikor kiderül, ő is a seregben szolgált. Derek igykszik megszervezni egy vacsorát Meredith családja kedvéért, ám minden féltől csak visszakozást kap. Arizona úgy érzi túl sokat tesz azért, hogy új főnöke kegyeibe kerüljön.                         |     |                                                          |                  |                         |                                        |             |
| 227. | 7.  | Nem kezdhetnénk elölről? (Could We Start Again, Please?) | Bobby Roth       | Andy Reaser             | 2014. november 13. 2018. május 9.      | 8,36 millió |
| Arizonara nehéz feladat hárul, mikor Dr. Herman magára hagyja őt egy beteg magzattal. Az egész kórház tudomást szerez Amelia problémájáról, ám Derek saját érdekei miatt nem védi őt meg. Meredith elhívja Maggie-t Ellis házába egy kis kikapcsolódásra a többiekkel.                                                                       |     |                                                          |                  |                         |                                        |             |
| 228. | 8.  | Kockázat (Risk)                                          | Rob Corn         | William Harper          | 2014. november 20. 2018. május 16.     | 8,33 millió |
| Dr. Edwards lát valamit April ultrahangján, de nem osztja ezt meg vele. Callie felelősnek érzi magát egy háborús veterán balesete miatt, ami egy bionikus láb tesztelése közben történik. Meredith és Derek családi viszálya a kórházba is bejut.                                                                                            |     |                                                          |                  |                         |                                        |             |
| 229. | 9.  | Hogyan tovább? (Where Do We Go From Here)                | Debbie Allen     | Meg Marinis             | 2015. január 29. 2018. május 23.       | 8,71 millió |
| Míg Derek a washingtoni költözésére készül, Meredith úgy tesz, mintha minden a legnagyobb rendben lenne és a munkájába menekül. April megtudja, hogy valami gond van a babájával, és dühös, hogy nem vele közlik először. Arizona és Amelia közös erővel próbálja megmenteni Dr. Hermann életét.                                             |     |                                                          |                  |                         |                                        |             |
| 230. | 10. | Üres az ágy nélküled (The Bed's Too Big Without You)     | Chandra Wilson   | Tia Napolitano          | 2014. február 5. 2018. május 30.       | 7,98 millió |
| April próbál pozitívan hozzáálni a magzata állapotához, de környezete nem segít ebben. Dr. Herman beleegyezik, hogy Dr. Shepard vizsgálat alá vesse tumorát. Eközben Meredith, Bailey és Maggie új módszerrel próbálja megmenteni egy daganatos beteg életét.                                                                                |     |                                                          |                  |                         |                                        |             |
| 231. | 11. | Csak a könnyek maradnak (All I Could Do Was Cry)         | Ron Underwood    | Elizabeth J.B. Klaviter | 2015. február 12. 2018. június 6.      | 7,81 millió |
| April és Jackson továbbra is kétségekkel várják betegnek titulált gyermekük érkezését, eközben egy asszony érkezik a kórházba, aki nem is tud róla, hogy várandós. Meredith azon ügyködik, hogy babysittert találjon a hétvégére, hogy meglátogathassa Dereket. Amelia igyekszik bizonyítani, hogy minden apró reménynek hitet kell adnia.   |     |                                                          |                  |                         |                                        |             |
| 232. | 12. | A nagy színlelő (The Great Pretender)                    | Jeannot Szwarc   | Mark Driscoll           | 2015. február 19. 2018. június 13.     | 8,13 millió |
| Maggie megharagszik Meredith-re, mert hazudik neki, és kellemetlen helyzetbe hozza Derek előtt. Bailey sógora bekerül a kórházba, és közben egy féltve őrzött titok derül ki vele kapcsolatban. Dr. Herman egyre kevésbé hideg Arizonaval, ami jót tesz a szakmai kapcsolatuknak is.                                                         |     |                                                          |                  |                         |                                        |             |
| 233. | 13. | Az út végén (Staring at the End)                         | Mark Jackson     | Stacy McKee             | 2015. február 26. 2018. június 20.     | 7,56 millió |
| Amelia elszántan próbálkozik Dr. Herman tumorát kioperálni, és megmenteni az életét. Közben Dr. Hermant megviseli lelkileg, hogy már lemondott a saját életéről. Ám Amelia és Arizona új reményt ad neki. |     |                                                          |                  |                         |                                        |             |
| 234. | 14. | A távolság (The Distance)                                | Eric Laneuville  | Austin Guzman           | 2015. március 5. 2018. június 27.      | 8,09 millió |
| Az elmúlt idők legnehezebb műtétjére kerül sor: Amelia felnyitja Dr. Herman koponyáját, hogy kivegye a tumort. A hosszú és erőt próbáló műtétben szinte mindenki kiveszi a részét. |     |                                                          |                  |                         |                                        |             |
| 235. | 15. | Amikor megremeg a Föld (I Feel the Earth Move)           | Thomas J. Wright | Jen Klein               | 2015. március 12. 2018. július 4.      | 7,40 millió |
| Egy földrengés következtében sok sérültet szállítanak a kórházba, ahol igyekeznek ellátni mindenkit. Owen telefon segítségével ment meg egy bajba jutott kislányt és anyját, ekkor közelebb kerül Ameliahoz. Maggie megismerkedik a kórház egy radiológusával, Eathennel, és úgy dönt, hagyja a dolgokat maguktól alakulni.                  |     |                                                          |                  |                         |                                        |             |
| 236. | 16. | Ne reméld, hogy vége (Don't Dream It's Over)             | Susan Vaill      | Andy Reaser             | 2015. március 19. 2018. július 11.     | 7,73 millió |
| A kórházba bekerül egy férfi, akiről azt hiszik Alzheimer-kóros, ám kiderül, hogy egy ritka rendellenesség miatt produkálja a tüneteket. Ennek hatására Maggie aggódni kezd saját egészsége miatt. Meredith úgy hiszi Derek megcsalja őt, ez összezavarja. April nehezen teszi túl magát babája elvesztésén.                                 |     |                                                          |                  |                         |                                        |             |
| 237. | 17. | Veled, vagy nélküled (With or Without You)               | Chandra Wilson   | Elisabeth R. Finch      | 2015. március 26. 2018. július 18.     | 8,18 millió |
| Owen anyját baleset éri. Egy fiatal tűzoltó kíséretében érkezik a kórházba, akiről kiderül, hogy nem véletlenül ő segíti őt be a kórházba. Derek hazatér Meredith-hez, de felesége rideg vele, még mindig úgy hiszi, férje megcsalta. Wilson és Edwards harca tovább folytatódik a legszorgalmasabb és legügyesebb rezidensi címért.         |     |                                                          |                  |                         |                                        |             |
| 238. | 18. | Ha felnövök (When I Grow Up)                             | Zetna Fuentes    | Tia Napolitano          | 2015. április 2. 2018. július 25.      | 6,64 millió |
| Egy ötödikes osztály látogat a kórházba, amikor egy rablás során történt lövöldözés sérültjeit is behozzák. Az egyik tanulót megrendíti a lelőtt rendőr esete. Derek próbál visszarázódni a seattle-i mindennapokban, eközben Meredith is úgy érzi sínen van az élete. Amelia próbál küzdeni az Owen iránt táplált érzéseivel.               |     |                                                          |                  |                         |                                        |             |
| 239. | 19. | Őrült szerelem (Crazy Love)                              | Paul McCrane     | Elizabeth J.B. Klaviter | 2015. április 9. 2018. augusztus 1.    | 7,42 millió |
| Miután Meredith rájön Amelia és Owen viszonyára, Cristinara való tekintettel, óvatosságra kéri a lányt, ám Amelia ezt nehezményezi. Egy fontos műtét miatt Catherine Seattle-be érkezik, egy év után újra találkozik Richarddal. Catherine fontos műtétje irányt mutat Dr. Edwardsnak.                                                       |     |                                                          |                  |                         |                                        |             |
| 240. | 20. | A zuhanás (One Flight Down)                              | David Greenspan  | Austin Guzman           | 2015. április 16. 2018. augusztus 8.   | 7,60 millió |
| Egy repülőgép-szerencsétlenség áldozatait hozzák be sorra a kórházban, eközben bent nem csak a sérültek állapota, hanem múltbéli emlékeik miatt is fagyos a légkör. Meredith-nek ezen félelmén túl úgy érzi, még Derek miatt is aggódnia kell. Owen és Amelia nem kezelik jól bimbódzó kapcsolatuk nézeteltéréseit.                          |     |                                                          |                  |                         |                                        |             |
| 241. | 21. | Hogyan mentsünk életet? (How to Save a Life)             | Rob Hardy        | Shonda Rhimes           | 2015. április 23. 2018. augusztus 15.  | 9,55 millió |
| Derek Seattle-be tartva egy baleset szemtanúja lesz, ahol sikerül megmentenie négy életet, ám a sors fintora, hogy nemsokára ő is súlyos balesetet szenved. Az őt ellátó orvosok kétségbeesetten küzdenek az előző baleset hősének életéért.                                                                                                 |     |                                                          |                  |                         |                                        |             |
| 242. | 22. | Elment, itthagyott 1. rész (She's Leaving Home (Part 1)  | Chris Hayden     | Stacy McKee             | 2015. április 30. 2018. augusztus 22.  | 8,74 millió |
| Derek halála megdöbbent mindenkit a kórházban, Meredith elhagyja Seattle-t, és eltűnik a barátai szeme elől. Eközben April egy kiküldetéssel próbálja feldolgozni magzatuk elvesztését, amit Jackson nem visel jól. |     |                                                          |                  |                         |                                        |             |
| 243. | 23. | Elment, itthagyott 2. rész (She's Leaving Home (Part 2)  | Chris Hayden     | Stacy McKee             | 2015. április 30. 2018. augusztus 29.  | 8,74 millió |
| Hónapokkal Derek halála után Amelianak még mindig gondjai vannak bátyja halála feldolgozásával, kis híján visszaesik, de Owen segít rajta. Meredith nem marad magára, ugyanis Derek hagyott rá valamit a halála előtt. Cathrine és Richard egyezségre jutnak jövőjükkel kapcsolatban.                                                        |     |                                                          |                  |                         |                                        |             |
| 244. | 24. | Megáll az idő (Time Stops)                               | Kevin McKidd     | Meg Marinis             | 2015. május 7. 2018. szeptember 5.     | 7,74 millió |
| Egy tömegbaleset miatt Richard és Catherine esküvője elmarad. A baleset sérültjeit a doktorok erejükön felül igyekeznek ellátni. Owen egy merész eljárással menti meg egy fiú életét. |     |                                                          |                  |                         |                                        |             |
| 245. | 25. | Te vagy az otthonom (You're My Home)                     | Rob Corn         | William Harper          | 2015. május 14. 2018. szeptember 12.   | 8,33 millió |
| A tömegbaleset legsúlyosabb sérültjének állapotát csapatmunkával sikerül stabilizálni. Eközben Edwards rezidensekért felel, ami nagyobb munka, mint ahogy azt gondolta. April kiküldetése után úgy érzi vissza kell mennie. Meredith Richard és Catherine lakodalmával búcsúzik el Derekkel közös otthonuktól.                               |     |                                                          |                  |                         |                                        |             |

## 12. évad (2015-2016)
| Sor. | Év. | Cím                                                                      | Rendező              | Író                     | Premier                                | Nézettség   |
| --- | --- | ------------------------------------------------------------------------ | -------------------- | ----------------------- | -------------------------------------- | ----------- |
| 246. | 1.  | A kalapács (Sledgehammer)                                                | Kevin McKidd         | Stacy McKee             | 2015. szeptember 24. 2019. június 12.  | 9,55 millió |
| Három hónappal Richard és Catherine esküvője után Meredith visszaköltözik régi otthonába és megpróbál alkalmazkodni lakótársaihoz. A kórházban két tizenéves lányt látnak el, miután egy vonat elé ugrottak. Kiderül, hogy szerelmesek, de szüleik és iskolatársaik megkeserítették az életüket. Arizona új lakótársat keres, de rejtélyes oknál fogva senki nem jelentkezik. Bailey harcba száll egy vezetői pozícióért. |     |                                                                          |                      |                         |                                        |             |
| 247. | 2.  | A nagyság átka (Walking Tall)                                            | Debbie Allen         | Meg Marinis             | 2015. október 1. 2019. június 19.      | 8,58 millió |
| Bailey izgatottan várja az első napját vezetőként. Nagy a nyomás rajta, vajon minden helyzetet meg tud majd oldani? April házassága veszélyben van, nem tudja mitévő legyen. Meredith megpróbálja minden feladatát teljesíteni, de úgy érzi Bailey túl sokat vár tőle. |     |                                                                          |                      |                         |                                        |             |
| 248. | 3.  | Kit válasszak? (I Choose You)                                            | Rob Corn             | William Harper          | 2015. október 8. 2019. június 26.      | 8,12 millió |
| Dr. Karev nehéz döntés előtt áll, egy ikerpár születésekor kiderül, hogy súlyos májbetegek. Transzplantáció nélkül nincs esélyük az életre, de csak az egyik szülő alkalmas donornak. Karev-nek kell eldönteni, hogy melyik babát kezeljék. Meredith elégedetlen az új szerződésével, és azon vívódik, hogy szóvá tegye-e Bailey-nek.                                                                                     |     |                                                                          |                      |                         |                                        |             |
| 249. | 4.  | Öreg ember nem vén ember (Old Time Rock and Roll)                        | Nicole Rubio         | Austin Guzman           | 2015. október 15. 2019. július 3.      | 8,25 millió |
| Egy időseket szállító busz karambolozik, a sérülteket egyszerre szállítják a kórházba. A gyakornokok nem tudják kezelni a helyzetet, főleg azt, amikor elveszítenek egy sérültet és közölniük kell a családjukkal a rossz hírt. Dr. Hunt megpróbál nekik segíteni, azonban Meredith beavatkozására is szükséges lesz. Edwards megnyílik a múltjával kapcsolatban.                                                         |     |                                                                          |                      |                         |                                        |             |
| 250. | 5.  | Vendég a háznál, öröm a háznál (Guess Who's Coming to Dinner)            | Debbie Allen         | Mark Driscoll           | 2015. október 22. 2019. július 10.     | 8,96 millió |
| Meredith meghívja a csapatot vacsorára. Maggie vállalta a főzést, de hamar be kell mennie a kórházba, így April veszi át a feladatot. Torres elhozza a barátnőjét, akire Arizona már nagyon kíváncsi volt. Mint kiderül, Meredith már ismeri őt. |     |                                                                          |                      |                         |                                        |             |
| 251. | 6.  | Az ismeretlen én (The Me Nobody Knows)                                   | Jeannot Szwarc       | Karin Gist              | 2015. november 5. 2019. július 17.     | 8,50 millió |
| Penny első napja a kórházban katasztrofálisan indul. April egy fiatal beteget mutat be Jacksonnak, azzal a reménnyel, hogy ő tud rajta segíteni. Azonban Jackson kételkedik önmagában. Jo és Edwards továbbra is vitáznak. |     |                                                                          |                      |                         |                                        |             |
| 252. | 7.  | Minden ellenünk (Something Against You)                                  | Geary McLeod         | Andy Reaser             | 2015. november 12. 2019. július 24.    | 8,02 millió |
| Egy problémás páciensen dolgoznak a kórház legjobb orvosai, a légkör egyre feszültebb lesz közöttük. Bailey ki akarja dobni Avery-t, de Ben nem tudja, hogy mondja el neki. Arizona ismét randizni kezd és egy szokatlan szárnysegéd is csatlakozik hozzá. |     |                                                                          |                      |                         |                                        |             |
| 253. | 8.  | Ha elemészt a tűz (Things We Lost in the Fire)                           | Rob Corn             | Tia Napolitano          | 2015. november 19. 2019. július 31.    | 8,50 millió |
| A Gray Sloan Memorial kórházba sok sérültet szállítanak egy közeli tűzeset helyszínéről, a legtöbbjük tűzoltó. Maggie megpróbálja elválasztani a munkát és a magánéletet, DeLuca jelenléte miatt ez nem bizonyul egyszerű feladatnak. Alex úgy dönt, hogy egy nagy lépést tesz az életében. |     |                                                                          |                      |                         |                                        |             |
| 254. | 9.  | A csend hangja (The Sound of Silence)                                    | Denzel Washington    | Stacy McKee             | 2016. február 11. 2019. augusztus 7.   | 8,28 millió |
| Meredith egyik betege rohamot kap, ami miután lecseng, nagyon agresszív lesz. Sok sérült érkezett egyszerre, a zűrzavarban Meredith egyedül marad a pácienssel, aki megtámadja őt. A kollégái és barátai mind azon fáradoznak, hogy megmentsék az életét. |     |                                                                          |                      |                         |                                        |             |
| 255. | 10. | Csak téged akarlak! (All I Want Is You)                                  | Kevin Sullivan       | Elisabeth R. Finch      | 2016. február 18. 2019. augusztus 14.  | 7,82 millió |
| Torres és Maggie elvégez egy veszélyes, kísérleti beavatkozást Karev 15 éves betegén. Owen és Riggs továbbra sem képesek dűlőre jutni egymással, Maggie és DeLuca kapcsolata tovább bontakozik. |     |                                                                          |                      |                         |                                        |             |
| 256. | 11. | Szívszakadás (Unbreak My Heart)                                          | Rob Corn             | Elizabeth J.B. Klaviter | 2016. február 25. 2019. augusztus 21.  | 7,23 millió |
| April és Jackson kapcsolatába nyerhetünk bepillantásokat, az első találkozásuktól egészen a jelenig. Jackson egyik páciense is a középpontba kerül. |     |                                                                          |                      |                         |                                        |             |
| 257. | 12. | Egy új élet (My Next Life)                                               | Chandra Wilson       | William Harper          | 2016. március 3. 2019. augusztus 28.   | 7,67 millió |
| Egy régi beteg visszatér a kórházba, Dr. Shepherd-el szeretne beszélni, meglepetésére nem Derek, hanem Amelia fogadja. Mint kiderül, a nő Meredith első páciense volt gyakornokként. Maggie és DeLuca viszonya bonyolódik, ugyanis Richard tudomást szerez róluk. |     |                                                                          |                      |                         |                                        |             |
| 258. | 13. | Az előadás (All Eyez on Me)                                              | Charlotte Brandström | Austin Guzman           | 2016. március 10. 2019. szeptember 4.  | 7,53 millió |
| Miranda és csapata egy veterán kórházba látogatnak el. Feladatuk, hogy egy bonyolult, új eljárással folytatott műtét során segédkezzenek. Nem várt komplikáció lép fel, így Torresnek gyors döntést kell hoznia. Mindeközben a sürgősségi osztályon felgyorsulnak az események, egy beteg azonnali ellátása érdekében Warren megszegi az előírást, aminek súlyos következményei lehetnek.                                 |     |                                                                          |                      |                         |                                        |             |
| 259. | 14. | Kívűl a komfortzónán (Odd Man Out)                                       | Kevin McKidd         | Meg Marinis             | 2016. március 17. 2019. szeptember 11. | 7,83 millió |
| Dr. Robbins komplikált esettel találja szemben magát, amikor négyes ikrekkel terhes páciensénél a koraszülés veszélye áll fenn. Minden tudására szükség van a sikeres eljárás érdekében. Meredith beosztott rezidense Wilson lesz, aki megelégeli a folyamatos megaláztatást, és ennek hangot is ad. |     |                                                                          |                      |                         |                                        |             |
| 260. | 15. | Nem várok tovább (I Am Not Waiting Anymore)                              | Nicole Rubio         | Mark Driscoll           | 2016. március 24. 2019. szeptember 18. | 7,91 millió |
| Jackson megtudja, hogy April várandós, hideg zuhanyként éri a hír. Karev vezetésével az orvosok egy hármas szervátültetésre készülnek. Meredith azon gondolkodik, hogy készen áll-e újra megismerkedni valakivel. DeLucát bosszantja, hogy társai szerint különleges bánásmódban részesül, amiért Maggie-vel randizik. |     |                                                                          |                      |                         |                                        |             |
| 261. | 16. | Ha már nagyon fáj (When It Hurts So Bad)                                 | Eric Laneuville      | Andy Reaser             | 2016. március 31. 2019. szeptember 25. | 7,77 millió |
| Meredith komoly lépésre szánja el magát az ifjú orvossal, azonban hamar meg is bánja. Maggie úgy érzi, DeLuca elkezd távolodni tőle. Amelia is újraértékeli Owennel való kapcsolatát. Jackson anyja látogatóba érkezik, April megpróbálja addig halasztani a találkozást vele, ameddig csak lehetséges. |     |                                                                          |                      |                         |                                        |             |
| 262. | 17. | A maszk mögött (I Wear the Face)                                         | Chandra Wilson       | Karin Gist              | 2016. április 7. 2019. október 2.      | 7,35 millió |
| April egy tinédzsert vizsgál meg, amikor kiderül, hogy várandós. A szülei elől el akarja titkolni, Arizona pedig asszisztál ebben, ellenben April-el. Webber megpróbálja lebeszélni feleségét, hogy beleavatkozzon a fia magánéletébe. A rezidensek egy ösztöndíjért versenyeznek. |     |                                                                          |                      |                         |                                        |             |
| 263. | 18. | Nagyon vékony mezsgye (There's a Fine, Fine Line)                        | Jeannot Szwarc       | Jen Klein               | 2016. április 14. 2019. október 9.     | 7,97 millió |
| Miután egy kisfiú eltűnik, Bailey elrendeli a vörös kódot: a kórházat lezárják. Warren és DeLuca egy terhes anyukával bent ragadnak egy folyosón, Warren úgy dönt, hogy operáció szükséges, hogy megmentse őket. Baileynek kell kivizsgálni a férje ügyét. |     |                                                                          |                      |                         |                                        |             |
| 264. | 19. | A vérzés (It's Alright, Ma (I'm Only Bleeding))                          | Chris Hayden         | Austin Guzman           | 2016. április 14. 2019. október 16.    | 7,97 millió |
| Bailey nem tud pártatlanul dönteni férje ügyében, ezért létrehoz egy bizottságot, akik felülvizsgálják az esetet. Penny hatalmas lehetőséget kapott az ösztöndíj keretében, azonban maradni akar Callie miatt. |     |                                                                          |                      |                         |                                        |             |
| 265. | 20. | A párbaj (Trigger Happy)                                                 | Zetna Fuentes        | Zoanne Clack            | 2016. április 21. 2019. október 23.    | 7,65 millió |
| Az orvosok kétségbeesetten próbálják megmenteni egy kisfiú életét, akit a legjobb barátja véletlenül meglőtt egy éles fegyverrel. Callie el akarja vinni Arizonával közös gyermeküket New York-ba. |     |                                                                          |                      |                         |                                        |             |
| 266. | 21. | Kell valaki, aki mellettünk áll (You're Gonna Need Someone on Your Side) | Debbie Allen         | Lauren Barnett          | 2016. április 28. 2019. október 30.    | 7,91 millió |
| Edwards barátja, Kyle ismét bekerül a kórházba. Amelia eltiltja a kezelésétől, a többi hozzátartozóval a váróteremben kell végig izgulnia a beavatkozást. Meredith arra buzdítja Ameliát, hogy merjen belevágni egy igazi kapcsolatba Owennel. Arizona és Callie harca folytatódik. |     |                                                                          |                      |                         |                                        |             |
| 267. | 22. | Anyai próbatétel (Mama Tried)                                            | Kevin McKidd         | Tia Napolitano          | 2016. május 5. 2019. november 6.       | 7,66 millió |
| Callie és Arizona nem tudják eldönteni, hogy ki vigyázzon Sofiára. Végül bíróságra viszik az ügyet, ahol egymást nem kímélve harcolnak a teljes felügyeleti jogért. Eközben Alex és April egy várandós tinédzsert kezelnek, aki korábban már járt náluk. |     |                                                                          |                      |                         |                                        |             |
| 268. | 23. | Na végre (At Last)                                                       | Rob Corn             | Stacy McKee             | 2016. május 12. 2019. november 13.     | 7,77 millió |
| Callie el van keseredve, Arizona megpróbál jó döntéseket hozni a gyermek felügyeletével kapcsolatban. Owen és Amelia kapcsolata egy új szintre lép. Alex megunja a várakozást, és ismét megkéri Jo kezét. Edwards kibékül a zenész barátjával, aki ismét súlyos állapotban van. |     |                                                                          |                      |                         |                                        |             |
| 269. | 24. | Családi ügy (Family Affair)                                              | Debbie Allen         | William Harper          | 2016. május 19. 2019. november 20.     | 8,19 millió |
| Meredith és Maggie mindent megtesz, hogy Amelia legfontosabb napján minden simán menjen. Jo elárulja DeLucának egy sötét titkát, amiről még Alex sem tud. Ben egyedül marad April-el, akinél megindul a szülés. |     |                                                                          |                      |                         |                                        |             |

## Speciális epizódok
| # | Cím                                                           | Összefoglalja | Narrátor                                | Eredeti bemutató     |
| --- | ------------------------------------------------------------- | ------------- | --------------------------------------- | -------------------- |
| 1 | „Straight to the Heart”                                       | 2x12-ig       | Steven W. Bailey mint Joe               | 2006. január 8.      |
| Joe, a bártulajdonos kommentálja a speciális epizódot, amely az első évadból, és a második évad feléből tartalmaz jeleneteket. |                                                               |               |                                         |                      |
| |                                                               |               |                                         |                      |
| 2 | „Under Pressure”                                              | 2x22-ig       | Steven W. Bailey mint Joe               | 2006. április 23.    |
| A speciális epizód a sorozat második évadjának 22. epizódjáig részletezi az eseményeket. |                                                               |               |                                         |                      |
| |                                                               |               |                                         |                      |
| 3 | „Complications of the Heart”                                  | 2x27-ig       | Steven W. Bailey mint Joe               | 2006. szeptember 21. |
| A speciális epizód az első két évadot foglalja össze, sőt a 3. évad epizódjaiból is tartalmaz jeleneteket. Az epizód tartalmazza még a The Fray nevű együttes „How to Save a Life” című számának a videóklipjét, amelyben A Grace klinika egyes jelenetei szerepelnek.                              |                                                               |               |                                         |                      |
| |                                                               |               |                                         |                      |
| 4 | „Every Moment Counts”                                         | 3x19-ig       | Jeffrey Dean Morgan mint Denny Duquette | 2007. április 12.    |
| A Denny szerepét játszó Jeffrey Dean Morgan kommentálja az egyórás speciális epizódot, amely a harmadik évad 19. epizódjáig részletezi a legemlékezetesebb jeleneteket. Az epizód magában foglal még egy Grace klinika-videóklipet, amely Brandi Carlile énekesnő „The Story” című dalához készült. |                                                               |               |                                         |                      |
| |                                                               |               |                                         |                      |
| 5 | „Come Rain or Shine: From Grey's Anatomy to Private Practice” | 3x25-ig       | a People szerkesztői                    | 2007. szeptember 19. |
| Az epizód A Grace klinika három évadját összegzi, előtérbe helyezve Addison történetét. Bemutatja a Doktor Addison című spin-off sorozatot is. |                                                               |               |                                         |                      |
| |                                                               |               |                                         |                      |

## Webepizódok
| #    | Cím                                                       | Eredeti bemutató   |
| ---- | --------------------------------------------------------- | ------------------ |
| 1x01 | „Seattle Grace: On Call Part 1”                           | 2009. november 20. |
| 1x02 | „Seattle Grace: On Call Part 2”                           | 2009. december 3.  |
| 1x03 | „Seattle Grace: On Call Part 3”                           | 2009. december 10. |
| 1x04 | „Seattle Grace: On Call Part 4”                           | 2009. december 17. |
| 1x05 | „Seattle Grace: On Call Part 5”                           | 2010. január 14.   |
| 1x06 | „Seattle Grace: On Call Part 6”                           | 2010. január 21.   |
| 2x01 | „Seattle Grace: Message of Hope Part 1” („No Comment”)    | 2010. október 14.  |
| 2x02 | „Seattle Grace: Message of Hope Part 2” („Take One”)      | 2010. október 21.  |
| 2x03 | „Seattle Grace: Message of Hope Part 3” („The Face”)      | 2010. október 28.  |
| 2x04 | „Seattle Grace: Message of Hope Part 4” („Nerves”)        | 2010. november 4.  |
| 2x05 | „Seattle Grace: Message of Hope Part 5” („Award-Winning”) | 2010. november 11. |
| 2x06 | „Seattle Grace: Message of Hope Part 6” („The Sizzle”)    | 2010. november 18. |